# Organizzazioni e popoli de La Ruota del Tempo
Elenco delle organizzazioni, gruppi e popoli apparsi nella serie di romanzi fantasy La Ruota del Tempo di Robert Jordan.

## Aelfinn ed Eelfinn
Gli Aelfinn e gli Eelfinn sono degli esseri che vivono in uno strano mondo parallelo a quello dei protagonisti della saga stessa. I primi hanno un aspetto che mischia tratti antropomorfi a quelli di serpi, i secondi combinano tratti umani a tratti volpini. Quando ci si muove nel loro mondo, pur camminando molto, si ha sempre l'impressione di trovarsi allo stesso punto, perché non segue le stesse leggi fisiche del mondo degli uomini. Il mondo in cui vivono questi esseri è stato chiamato Sindhol da Moghedien nel Prologo del XIV Libro.
Molti miti, leggende e racconti su questi strani esseri, vengono accennati di tanto in tanto nel corso della saga, sono infatti molto presenti nella cultura popolare, sia nella Randland che tra i Seanchan (come dimostra una battuta di Tuon). Inoltre tra i bambini è diffuso un gioco, che si chiama “Volpi e Serpenti” che è un chiaro riferimento ad essi.

### Aelfinn
Gli Aelfinn hanno l'abilità di leggere il futuro dei visitatori che, dalla soglia custodita nella grande Proprietà di Tear, vanno a trovarli nel loro mondo e pongono loro tre domande. Le loro tre risposte sono sempre vere ed esatte, ma difficili da interpretare. Inoltre è pericoloso porre domande sul Tenebroso e le domande frivole vengono punite. Tre visitatori si recano oltre la soglia nel corso del quarto libro: Rand al'Thor, Moiraine Sedai e Matrim Cauthon. Non si conoscono le tre domande poste da Moiriane e le relative risposte.
Si conoscono solo in parte le risposte ottenute da Rand a due delle sue tre domande: si ha una risposta completa ma molto sibillina su come lui potrà vincere l'ultima battaglia e sopravvivere: "Il nord e l'est devono essere uno. L'ovest e il sud devono essere uno. I due devono essere come uno. Se tu vuoi vivere, dovrai morire". Si sa che ha ricevuto un indovinello sul come si possa pulire Saidin e che Herid Fel dice a tal proposito "Suona come un principio, sia nell'alta filosofia che nella filosofia naturale". Invece si ignora completamente quale possa essere stata la terza domanda e quindi la terza risposta.
Queste invece le domande e risposte di Mat: "Devo tornare a casa dai miei?" chiede lui, "Devi andare nel Rhuidean" rispondono gli Aelfinn; "Perché devo andarci?" "Se non ci andrai tu morirai"; "Perché?" "Tu dovrai aggirare i fili del fato, lasciare che il tuo fato venga trasportato sulle ali del tempo o tu sarai ucciso da coloro che non vogliono che il tuo fato venga raggiunto" e quando lui domanda ancora di conoscere questo fato, sfruttando il suo essere ta'veren, gli Aelfinn lo sollevano, lo scagliano fuori dal loro mondo e gridano: "Devi sposare la Figlia delle Nove Lune! Devi morire e vivere ancora e rivivere una parte di ciò che fu! Rinunciare ad una parte della luce del mondo, per salvare il mondo. Vai nel Rhuidean, figlio delle battaglie! Vai nel Rhuidean baro! Vai giocatore, vai!"

### Eelfinn
Gli Eelfinn garantivano di esaudire tre desideri, a chi si recava a visitarli attraverso la soglia custodita nel Rhuidean, ma ora la soglia, dopo essere stata portata a Cairhien da Moiraine, è rimasta distrutta. Vi era un prezzo molto alto da pattuire per vedere esauditi tali desideri e nel caso in cui esso non venisse pattuito prima, erano gli Eelfinn stessi a stabilirlo, un prezzo che i visitatori avrebbero preferito non pagare. Nel quarto libro Matrim Cauthon entra nella soglia del Rhuidean, minacciando e sbraitando contro gli Eelfin ed ottenendo il medaglione ter'angreal d'argento a testa di volpe, le memorie di numerosissimi uomini, che in precedenza si erano recati in quel mondo, ed infine di essere riportato nel Rhuidean. Come prezzo però gli Eelfin impiccano Mat all'albero di Avendesora utilizzando la lancia Ashandarei sulla quale è scritto il loro patto.
Nel corso del Libro XIII si scoprirà infine che è proprio Ashandarei che può permettere a Mat di fuggire nuovamente dal loro mondo, dopo aver liberato Moiraine al prezzo di un occhio e della vita di Noal Charin. Sempre nel corso del libro si scopre che sia gli Eelfinn che gli Aelfinn adorano inebriarsi assorbendo le forti sensazioni ed emozioni provate dagli esseri umani. Inoltre che hanno la capacità di drenare agli incanalatori la loro capacità di usare l'Unico Potere.

### Il gioco di “Volpi e Serpenti”
Olver il ragazzino adottato da Mat, ha come bene più prezioso un pezzo di stoffa sul quale il padre gli ha disegnato il percorso per giocare a “Volpi e Serpenti”. Molte volte alcuni dei personaggi della saga si intrattengono con il ragazzino in questo gioco, che ha un'importanza superiore a quanto appaia inizialmente. Esso viene cominciato tracciando in aria con il dito il simbolo delle Volpi e dei Serpenti, cioè un triangolo con la punta verso il basso, attraversato da una linea sinuosa e recitando nel frattempo la rima: "Courage to strengthen, fire to blind, music to dazzle, iron to bind" (coraggio per rafforzarsi, fuoco per accecare, musica per stupire e ferro per legare). È un gioco da tavola dove i giocatori muovono i propri pezzi lungo delle linee, cercando di evitare le pedine contrassegnate dal simbolo delle volpi, cioè il triangolo, o quelle con il simbolo dei serpenti, vale a dire la linea sinuosa.
I ragazzini smettono di giocarci quando, alla fine, si rendono conto che è impossibile vincere senza rompere le regole. Olver però, alla fine del Libro XIII, a sorpresa riesce a vincere il gioco, rivelando che comunque esistono delle pur remote possibilità di vittoria; il paradosso è che la vittoria del ragazzino avviene in concomitanza con due importanti eventi legati a Mat e al suo essere ta'veren, e quindi alla sua capacità di influire sulla legge delle probabilità: il primo evento è che Caemlyn viene distrutta perché Mat, senza aprire la lettera di Verin, ha scelto invece di andare a liberare Moiraine, che è appunto il secondo evento.

## Aes Sedai
Aes Sedai è il titolo portato (sia collettivamente, che singolarmente) da un gruppo di donne capaci di incanalare la parte femminile dell'Unico Potere, Saidar.
Sono organizzate come un ordine monastico femminile (si chiamano tra di loro "sorelle", al loro capo si rivolgono con il termine di "madre" ed essa le chiama "figlie") e sono divise in gruppi, detti Ajah, ciascuno identificato da un colore e da uno scopo primario.

### Amyrlin Seat
(Formula tradizionale, proclamata dalla Custode degli Annali per annunciare l'arrivo dell'Amyrlin in tutte le occasioni formali)
L'Amyrlin Seat è la sovrana delle Aes Sedai e la governatrice di Tar Valon e della Torre Bianca.
L'Amyrlin Seat viene eletta a vita e all'unanimità dal Consiglio della Torre Bianca. Dopo la sua elezione l'Amyrlin, non appartiene più a nessun'Ajah ed appartiene a tutte, questa è la formula che viene adoperata per sottolineare il fatto che ella debba governare in maniera equanime, restando al di sopra delle parti, evitando in maniera assoluta qualsiasi tipo di favoritismo, soprattutto nei confronti dell'Ajah di provenienza. Perciò, per distinguersi, l'Amyrlin indossa abitualmente una stola con i colori di tutte le sette Ajah (Elaida però ha fatto rimuovere l'azzurro dalla sua stola). Nel suo ruolo viene affiancata dalla Custode degli Annali, un'Aes Sedai con il compito di controllare e controfirmare tutti i decreti dell'Amyrlin ed inoltre dalla Maestra delle Novizie, un'altra sorella che ha il compito di disciplinare le Novizie e le Ammesse, ma, in certi casi, anche di punire le sorelle che si sono macchiate di colpe o mancanze. Entrambe solitamente vengono scelte nella stessa Ajah di provenienza dell'Amyrlin (la quale di norma ha voce in capitolo in questa scelta, poiché queste due figure costituiscono le sue prime collaboratrici; la regola che l'Amyrlin, la Custode e la Maestra, provengano tutte dalla stessa Ajah, non viene però sempre rispettata. La scelta di queste figure al di fuori della propria Ajah di provenienza, avviene di solito quando la nuova Amyrlin non ha una posizione solida e con questo tipo di nomine cerca consenso ed appoggio presso le altre Ajah). Sia la Custode degli Annali, che la Maestra delle Novizie, decadono dal loro ruolo quando la loro Amyrlin muore, abdica o viene deposta.
Il potere di un'Amyrlin Seat può essere paragonato a quello di un sovrano quasi assoluto, in realtà però questo potere trova dei limiti nel consenso che riesce ad assicurarsi presso il Consiglio della Torre, presso le Ajah e presso le altre Aes Sedai in generale; infatti gli ordini ed i decreti dell'Amyrlin rischiano di restare quasi lettera morta, se non riescono a trovare un adeguato supporto presso le Adunanti e soprattutto tra i capi delle varie Ajah, che si devono fare carico della loro esecuzione. Di conseguenza, nella storia della Torre Bianca, ci sono state delle Amyrlin Seat poco autorevoli od incompetenti, che alla fine sono risultate poco più che dei fantocci in mano alle Adunanti del Consiglio della Torre Bianca; oppure, in altri casi, ci sono state invece delle grandi Amyrlin molto influenti e potenti, capaci di indirizzare non solo gli affari della Torre, ma anche quelli dell'intero continente. Il potere dell'Amyrlin comunque è più preminente di quello del Consiglio, infatti l'Amyrlin può ordinare o decretare a suo piacimento, mentre ogni decisione del Consiglio deve prima ottenere la sua controfirma per diventare una legge effettiva, in sostanza però tutta la vita politica della Torre Bianca si basa su un delicato equilibrio tra l'Amyrlin ed il Consiglio della Torre.
L'Amyrlin Seat, per adempiere ai proprio compiti, riceve costantemente le informative che le Ajah le trasmettono attraverso la Custode degli Annali (anche se unicamente quelle informative che le Ajah selezionano e decidono di condividere), però dispone anche di un suo personale e vastissimo servizio segreto di informatori ed agenti, attraverso il quale può ricevere direttamente le informazioni, ma anche esercitare le sue funzioni ed influenzare direttamente la politica internazionale, senza dover passare attraverso le Ajah o il Consiglio.
Oltre alle funzioni più strettamente politico-amministrative, l'Amyrlin Seat ha anche altre prerogative. Riceve petizioni e garantisce audizioni pubbliche o private a chi ne fa richiesta, infatti per tradizione ogni donna ha il diritto di parlare in persona con l'Amyrlin o porgerle delle petizioni o suppliche. L'Amyrlin poi elargisce benedizioni sia in maniera formale che informale (ad esempio durante un colloquio l'Amyrlin augura: “Che la Luce risplenda su di te, figlio mio” oppure “Che la luce ti benedica”). Inoltre può pronunciare un anatema contro qualcuno o addirittura contro intere nazioni (significa che coloro che ne sono colpiti non verranno più assistiti od aiutati da alcun'Aes Sedai, ad esempio attraverso la guarigione, in più vengono ritenuti dei reprobi da tutti coloro che seguono i dettami della Torre Bianca).
Uno dei titoli dell'Amyrlin Seat è quello di “Custode dei Sigilli”, in riferimento ai sette sigilli di Cuendillar che imprigionano il Tenebroso a Shayol Ghul. In realtà è un titolo del tutto onorifico, poiché l'esatta collocazione dei sigilli è rimasta sconosciuta (almeno fino ai tempi più recenti), almeno fin dal tempo delle Guerre Trolloc.
Le leggi per l'elezione di un'Amyrlin Seat prevedono che nella seduta del Consiglio della Torre Bianca che si riunisce appositamente per l'elezione, siano presenti la maggioranza assoluta delle Adunanti (quindi almeno undici su ventuno), che sia presente almeno una rappresentante per ogni Ajah, che l'elezione venga fatta all'unanimità delle presenti (il cosiddetto Massimo Consenso). Tra la morte di un'Amyrlin e l'elezione della successiva è il Consiglio stesso a governare la Torre e le Aes Sedai, ma le leggi impongono alle Adunanti che una nuova Amyrlin venga eletta nel più breve tempo possibile. Questo periodo di interregno viene usato dalle Adunanti anche per fare una selezione tra una o più candidate all'elezione. Molto spesso le Adunanti scelgono per Amyrlin Seat un membro del loro stesso Consiglio, ma non è una regola fissa, infatti diverse volte vennero scelte al di fuori del Consiglio, altre sorelle di notevole prestigio ed esperienza. Anche il fatto che la prescelta sia un'Aes Sedai a tutti gli effetti non è una regola stabilita chiaramente, e questo cavillo ha permesso l'elezione di Egwene, che è diventata Aes Sedai nel momento stesso in cui è stata eletta Amyrlin.
Dal punto di vista strettamente formale, sia l'elezione di Elaida che quella di Egwene, non sono valide, perché in entrambe non era presente almeno un membro per ogni Ajah (nella prima mancavano le Azzurre, nella seconda le Rosse), ma Elaida a sua discolpa può addurre il pretesto che le Azzurre hanno abbandonato la Torre Bianca. Chi viene convocato dal Consiglio per essere eletto, non può rifiutarsi di comparire (anche se Cadsuane per ben due volte evitò di essere convocata, semplicemente allontanandosi dalla Torre per circa dieci anni). Dentro al Consiglio la candidata all'elezione viene accompagnata da tre sorelle non Adunanti, che fungono da suoi sponsor. Se la candidata non riesce ad ottenere il Massimo Consenso, lei e le tre sorelle che l'hanno accompagnata, vengono mandate in esilio, per non causare divisioni tra le Aes Sedai.
Secondo le leggi della Torre Bianca, la deposizione di un'Amyrlin Seat prevede che le Adunanti dell'Ajah di provenienza dell'Amyrlin non vengano convocate nel Consiglio della Torre, che deve essere presente la maggioranza assoluta delle Adunanti (quindi almeno undici su ventuno) e che il voto di deposizione deve essere all'unanimità delle presenti (il cosiddetto Massimo Consenso).
A parte i casi più recenti (Siuan Sanche, Elaida do Avriny a'Roihan, Egwene al'Vere), molto raramente viene eletta come Amyrlin Seat una sorella che abbia un'età molto inferiore ai duecento anni di vita, anzi di preferenza vengono scelte proprio quelle sorelle che abbiano almeno superato i duecento anni; evidentemente è una mossa delle Adunanti per evitare che venga eletta un'Amyrlin che regni per un periodo troppo lungo (infatti nell'ultimo millennio le Amyrlin in media hanno regnato dai venti ai trenta anni ciascuna, quindi relativamente poco, visto che l'aspettativa di vita di un'Aes Sedai si aggira attorno ai 250 anni).
La Custode degli Annali è la prima collaboratrice dell'Amyrlin Seat; ha il compito preciso di assistere l'Amyrlin in tutti i suoi atti e di controfirmare tutti i suoi decreti, mentre la Maestra delle Novizie ha il compito principale di governare la vita delle Novizie (e anche delle Ammesse) all'interno della Torre Bianca.
Tra la deposizione di Bonwhin e quella di Siuan Sanche, cioè nell'arco di poco più di mille anni, l'Ajah Azzurra è stata quella che è riuscita a fare eleggere il maggior numero di Amyrlin tra le proprie appartenenti (undici elette), seguita dall'Ajah Grigia (con nove; le altre Ajah hanno fatto eleggere rispettivamente: sette l'Ajah Verde, cinque quella Marrone, quattro la Bianca e tre la Gialla); l'Ajah Rossa invece, pur essendo l'Ajah più grande, per circa dieci secoli non è più riuscita a farne eleggere nessuna (probabilmente a causa di due Amyrling Seat Rosse che hanno portato la Torre quasi sull'orlo della catastrofe e che perciò hanno lasciato un pessimo ricordo). All'interno del Consiglio della Torre Bianca durante tutto il millennio, sono esistiti tradizionalmente due assi di alleanza: il primo formato dall'alleanza tra le Ajah Azzurra, Verde e Bianca, contrapposto al secondo, formato da Ajah Grigia, Gialla e Rossa, con l'Ajah Marrone quale ago della bilancia; queste due assi di alleanza sono state determinanti nell'elezione delle Amyrlin, con il primo asse capace di prevalere molto più di frequente sul secondo (ventidue Amyrlin elette, contro tredici).
Alla fine della Nuova Era, avvengono una serie di elezioni all'Amyrlin Seat molto fuori dal comune. La prima è quella di Siuan Sanche, che è strana anzitutto per la relativa giovane età dell'eletta, per il fatto che non fosse stata già un'Adunante e poi per il fatto che con lei, abbiano ottenuto il seggio in successione, due Aes Sedai provenienti dalla stessa Ajah Azzurra e tra l'altro, con la penultima Amyrlin che proveniva ancora dalla medesima Ajah: tutte queste particolarità non erano mai avvenute nei mille anni precedenti.
L'elezione di Siuan viene giustificata per il fatto di avvenire dopo un periodo piuttosto turbolento all'interno della Torre Bianca, con ben tre Amyrlin, che si succedono rapidamente, nello spazio di appena una quindicina di anni (mentre in media il regno di un'Amyrlin dura circa 25-30 anni). In questo periodo, segretamente l'Ajah Nera uccide l'Amyrlin Tamra Ospenya (che ha regnato per 6 anni) e poi compie una serie di omicidi tra le più influenti e potenti Aes Sedai (che Tamra aveva inviato alla ricerca del Drago Rinato), eliminando indirettamente di conseguenza molte valide candidate al seggio. Inoltre, dopo Tamra, la Nera Chesmal Emry induce alcune Rosse ad eliminare l'Amyrlin Sierin Vayu (che in tutto regna 5 anni), la quale sta indagando sia su di lei (forse per una soffiata anonima inviata da Siuan all'Amyrlin), che su alcune domature illegali da parte dell'Ajah Rossa stessa. Dopo la punizione delle Adunanti Rosse da parte della nuova Amyrlyn, Marith Jaen, anche quest'ultima muore, dopo appena 4 anni di regno (ma nel suo caso non si è a conoscenza se la morte avviene per cause naturali od altro).
Dopo tre regni così brevi e quindi tre repentini cambi di amministrazione, le Adunanti chiamate ad eleggere la nuova Amyrlin si trovano di fronte alla necessità di cercare di stabilizzare la situazione, ma si trovano anche divise dalle rivalità reciproche all'interno del Consiglio, perciò decidono di rompere con le tradizioni e di eleggere un'Aes Sedai al di fuori del Consiglio e che sia molto più giovane di loro, così che possa governare a lungo (attribuendo la morte delle tre precedenti Amyrlin alla loro età avanzata).
Le quattro potenziali candidate, considerate inizialmente dalle Adunanti, erano tutte Aes Sedai che avevano indossato lo scialle per meno di cinquanta anni (tra di esse si può supporre che vi fossero Elaida e Moiraine), ma il Consiglio non riusciva ancora ad accordarsi su nessuna, finché Seaine Herimon non propose addirittura il nome di Siuan Sanche, che aveva appena una trentina di anni ed aveva ottenuto lo scialle solo da una decina. Siuan a suo favore però aveva il vantaggio di essere molto forte in Saidar (in quel momento si trovava al gradino più alto nella gerarchia all'interno della Torre) e di avere la fama di essere un'ottima amministratrice, destinata perciò a grandi ruoli sin dall'ottenimento dello scialle.
Le Adunanti quindi votarono per Siuan, ormai esauste dall'indecisione e dal trattamento restrittivo che dovevano subire durante quell'interregno troppo lungo; e lo fecero pur avendo la prospettiva che il suo regno potesse durare oltre duecento anni. Oltre ovviamente ad avere il voto favorevole delle Adunanti della propria Ajah, alcune Adunanti, come Seaine, elessero Siuan perché volevano davvero un lungo periodo di stabilità, ma molte altre lo fecero con la convinzione di poterla facilmente manovrare, data la sua giovane età e la sua relativa inesperienza. L'Ajah Nera inoltre si è adeguata ed ha favorito una simile elezione, perché era consapevole che il regno di Siuan sarebbe stato destinato ad essere travagliato dall'avvento del Drago ed in caso di necessità, poteva facilmente essere travolto dai suoi agenti, come in effetti è avvenuto. Lo stesso argomento vale per l'Ajah Rossa, visto che il suo capo dell'epoca, Galina Casban, era anche il vice dell'Ajah Nera ed era ben informata sull'argomento.
La seconda elezione inusuale è quella di Elaida a'Rohian. Essa avviene in seguito alla deposizione di Siuan, che solo formalmente è ligia alle procedure, mentre in realtà è un vero e proprio colpo di Stato, che provoca molte vittime all'interno della Torre Bianca a causa della rivolta dell'Ajah Azzurra e delle sue alleate, che non accettano quanto è avvenuto e che provoca inoltre un grave scisma tra le Aes Sedai. La caduta di Siuan e l'elezione di Elaida è una chiara manovra da parte dell'Ajah Nera: delle undici Adunanti che partecipano a questa manovra, ben quattro si rivelano essere direttamente nere (Talene, Sedore, Velina, Evanellein), le tre rosse (Elaida stessa, Pevara e Teslyn) sono manovrate dal capo della loro Ajah, Galina, che come visto è anche il vice dell'Ajah Nera. Tre delle restanti Adunanti (Saerin, Yukiri e Doesine) che hanno partecipato alla votazione, sono note per il loro spirito ribelle, mentre l'ultima, la verde Rubinde è conosciuta per la sua indole astiosa. Oltre ad aver fatto eleggere un'Amyrlin che si rivelerà inetta e disastrosa nelle sue azioni, l'Ajah Nera piazza addirittura Alviarin, il suo capo supremo, al fianco di Elaida come Custode degli Annali, e Alviarin da questa posizione provoca un forte spaccatura anche tra le varie Ajah, in modo da minare dall'interno la coesione della Torre Bianca in vista dell'Ultima Battaglia. L'elezione di Elaida è solo formalmente legale perché pur essendo presente esattamente il numero minimo legale di Adunanti necessarie (cioè undici) non vi sono presenti i rappresentanti di tutte e sette le Ajah, come invece la legge prevede. Per questo motivo Elaida, subito dopo essere stata eletta, cambia la legge in suo favore ed addirittura cancella per decreto l'esistenza dell'Ajah Azzurra.
La terza elezione fuori dal comune è quella di Egwene al'Vere. Al momento dell'elezione Egwene è ancora una giovanissima Ammessa, che è stata istruita per pochissimo tempo dentro alla Torre Bianca, anche se la sua Forza nel Potere e quindi la sua capacità, sono indiscutibilmente molto al di sopra della norma (sebbene a dire il vero Egwene sia stata forzata nell'apprendimento prima da Siuan e dal periodo di cattività come damane Seanchan e poi dal periodo di istruzione con Moiraine e presso le Sapienti Aiel). Nella storia della Torre Bianca non era mai capitato che venisse eletta una donna incanalatrice, che non fosse anche un'Aes Sedai, ma l'elezione di una semplice Ammessa può avvenire grazie ad un cavillo trovato nelle norme: nella legge per l'elezione dell'Amyrlin Seat non è esplicitamente scritto che la candidata sia già una piena Aes Sedai, ma viene semplicemente definita la donna che viene eletta, mentre dopo l'elezione essa viene definita come una piena sorella. Nel corso del VI Libro Egwene viene perciò eletta a Salidar dalle Aes Sedai scismatiche, che si sono opposte ad Elaida; all'apparenza questa strana elezione sembra soprattutto un'abile mossa portata avanti da Siuan Sanche, che anzitutto è riuscita a convincere le sei Leader ribelli e poi a sfruttare la palese rivalità tra Romanda e Lelaine, che piuttosto che rischiare di vedere eletta la propria acerrima avversaria, preferiscono trascinare le proprie supporter a votare per Egwene.
In realtà anche in questo caso l'abilità di manovra di Siuan è stata avvantaggiata dal fatto che il suo piano collimava perfettamente anche con i fini dei Reietti e dell'Ajah Nera. Nel Libro XII si viene infatti a scoprire che Sheriam era una dei capi della Nera e che almeno due Adunanti di Salidar (Delana e Moria) sono a loro volta delle Nere. I Reietti, ed in particolare Mesaana, appoggiano l'ascesa di Egwene e le mosse suggerite da Siuan per fare guerra ad Elaida, perché chiaramente questo porterà ad una maggiore divisione tra le Aes sedai. Ma sempre nel Libro XII Mesaana ordina a Sheriam di fare eleggere al più presto una nuova Amyrlin per le ribelli che sia molto meno efficace e molto più manovrabile di Egwene. Quest'ultima però, grazie alle rivelazioni di Verin, capisce di essere stata una marionetta dell'Ombra e tra le prime cose che ottiene, dopo essere riuscita a riunificare la Torre, è una legge che impedisca la riunione del Consiglio in maniera segreta e che tutte le Adunanti siano informate di ogni riunione, così di fatto escludendo nuove elezioni o deposizioni di Amyrlin Seat che non siano alla luce del sole o con il minimo numero legale di Adunanti presenti. Anche la doppia elezione di Egwene (prima a Salidar e poi nella Torre riunificata) secondo le norme precedenti sarebbe non valida, perché in entrambi i casi manca un'Adunante a rappresentanza dell'Ajah Rossa, mentre nella seconda elezione manca anche l'Azzurra, ma per paradosso è stata proprio la modifica della legge da parte di Elaida a render entrambe le elezioni di Egwene formalmente legali.
Sempre a proposito delle elezioni fuori dal comune, che la portano ad assumere la carica di Amyrlin, Egwene si mostra consapevole del fatto che, nel primo caso, era stata eletta da molte Adunanti perché esse non volevano impegnarsi direttamente in un atto così dirompente che in caso di sconfitta, le avrebbe portate sulla via del non ritorno, mentre Egwene sarebbe potuta essere sacrificata facilmente sulla via della riunificazione; inoltre lei veniva considerata inizialmente un fantoccio facilmente manovrabile; nel secondo caso molte Adunanti ed i capi delle Ajah, si dimostrano incapaci di scegliere una candidatura valida, divise come sono dalle rispettive rivalità, perciò pur essendo consapevoli che Egwene non sarà un fantoccio, preferiscono una persona che si è dimostrata molto capace nel ruolo e super partes, con alcune anche che tirano un sospiro di sollievo all'idea di non dover assumere un simile peso sulle proprie spalle.

### Maestra delle Novizie
La Maestra delle Novizie ha il compito di regolare la vita delle Novizie e delle Ammesse nella Torre Bianca delle Aes Sedai. Essa solitamente viene scelta dall'Amyrlin Seat e proviene dalla sua stessa Ajah. Nella gerarchia delle Aes Sedai ha una posizione elevata, ma il suo potere si limita solo a tutto ciò che concerne Novizie ed Ammesse e quindi deve obbedire ad un'Adunante in tutti quei casi che non rientrano nelle sue specifiche funzioni.
Come anticipato questa Aes Sedai ha il compito principale di governare la vita delle Novizie (e anche delle Ammesse) all'interno della Torre Bianca, di conseguenza è a capo dell'organizzazione delle loro lezioni e di tutti gli altri aspetti che le riguardano (la corretta pulizia delle stanze e dei vestiti; i pasti; gli orari; i rapporti con l'esterno, come le visite dei parenti e degli amici o i permessi d'uscita, ecc.).
In particolare si occupa personalmente della disciplina e delle punizioni da assegnare in caso di colpe o mancanze. Le punizioni si possono limitare a dei servizi più o meno gravosi (tipica è la pulizia delle pentole nelle cucine o la pulizia dei pavimenti), o addirittura a delle severe punizioni corporali, infatti nell'ufficio della Maestra si trova un armadio pieno di bacchette, frustini o altri strumenti, da usare in questi casi.
A volte persino delle Sorelle, macchiatesi di gravi colpe, vengono condannate dall'Amyrlin o dal Consiglio ad essere punite corporalmente dalla Maestra delle Novizie (la punizione può essere pubblica o privata). In altri casi invece alcune sorelle, che si sentono manchevoli, possono affidarsi spontaneamente al giudizio della Maestra, per ricevere un'adeguata punizione.
Tra le Maestre delle Novizie più recenti si possono ricordare:
- Merean Redhill per l'Amyrlin Tamra Ospenya
- Amira Moselle per Sierin Vayu
- Sheriam Bayanar per Siuan Sanche
- Silviana Brehon e poi Katerine Alruddin per Elaida a'Roihan
- Tiana Noselle e poi Rosil per Egwene al'Vere

### Novizie delle Aes Sedai
Le Novizie delle Aes Sedai sono le più o meno giovani donne capaci di incanalare, che una volta giunte alla Torre Bianca ricevono l'istruzione necessaria ad iniziare la loro carriera come Aes Sedai, quindi il grado di Novizia è quello più basso tra le iniziate alla Torre Bianca.
Teoricamente le Aes Sedai dovrebbero essere alla ricerca di tutte le donne con la scintilla innata, per salvarle da morte certa o dal diventare delle selvatiche, infatti oltre a danneggiare se' stesse, potrebbero diventare più o meno pericolose usando impropriamente il Potere. Una volta trovate le dovrebbero portare alla Torre Bianca per poi farle diventare delle Novizie. Inoltre le Aes Sedai dovrebbero anche cercare tutte quelle donne che hanno in se' nascosta la capacità di imparare ad incanalare, che sono ancor più numerose di quelle con la scintilla innata, anche se sono leggermente più difficoltose da trovare.
In realtà, negli ultimi tempi, ben poche Aes Sedai svolgono questo compito, limitandosi a riportare alla Torre Bianca solo quelle incanalatrici o potenziali tali, che incontrano per caso sulla loro strada e preferendo invece che siano le candidate stesse a presentarsi spontaneamente; inoltre tra quelle che si presentano, solitamente vengono accettate solo giovani donne con meno di 20 anni (anche se in certi casi si fanno delle eccezioni fino a 25) perché ritenute più facilmente malleabili, rispetto a donne più mature, che hanno già una loro personalità. Questo atteggiamento delle Aes Sedai ha provocato il progressivo e drastico ridimensionamento dei loro ranghi, passati in meno di venti anni da 1250 a meno di 1000, appunto perché non c'è stato un sufficiente ricambio generazionale (mentre nel frattempo molte morti sospette venivano messe in atto dall'Ajah Nera, riducendo ulteriormente i numeri delle sorelle in attività).
A partire dal Libro VI però l'afflusso delle novizie ha avuto un nuovo e sorprendente incremento. Verin ed Alanna nei soli Fiumi Gemelli hanno trovato tantissime ragazze dal potenziale davvero notevole, svelando quindi che in certi luoghi remoti le potenziali candidate possono essere numerose. Un incremento ancor maggiore delle Novizie è dovuto poi all'iniziativa della giovane Amyrlin Seat delle Ribelli, Egwene, che ha aperto l'albo delle Novizie a tutte le donne, anche al di sopra dei 20 anni. Ciò ha portato al ritrovamento di circa mille incanalatrici nella sola zona tra Salidar ed il confine del Murandy con l'Andor. Tra queste inoltre, se ne sono trovate alcune fortissime come Sharina Melloy (potenzialmente più potente persino di Nynaeve), che pur avendo più di 65 anni, se supererà tutte le prove necessarie, è destinata a diventare una delle Aes Sedai più potenti di sempre, se non addirittura la più potente in assoluto.
In contemporanea a questo, forse per la grande pubblicità portata dai grandi eventi accaduti più di recente (lo Scisma tra le Aes Sedai, l'avvento del Drago Rinato e degli Asha'man), anche nella stessa Torre Bianca presieduta da Elaida, è aumentato l'arrivo di donne che si sono presentate spontaneamente, tanto che lì le novizie hanno superato il numero di 300.
Quando una donna capace di incanalare arriva alla Torre Bianca, viene immediatamente iscritta nell'Albo delle Novizie e posta sotto l'autorità della Maestra delle Novizie. Quindi da quel momento le viene fatto indossare un abito completamente bianco, per poi iniziare la sua istruzione. Anzitutto viene insegnato a come padroneggiare Saidar, evitando di fare del male a sé stesse ed agli altri, con l'uso improprio del Potere; quindi vengono insegnate le Tessiture nell'Unico Potere più basilari ed innocue.
Infine se il loro potere e la loro forza di carattere vengono ritenuti sufficienti per diventare Aes Sedai, la novizia viene fatta proseguire nei suoi studi; al contrario, le donne ritenute troppo deboli, sia nel potere che nel carattere, o quelle incapaci od incostanti, vengono rimandate a casa. Mediamente una donna che prosegue gli studi, impiega sei anni nel noviziato, ma alcune delle più forti e dotate ci impiegano anche la metà (come Elaida, Moiraine e Siuan che hanno impiegato tre anni, o come Elayne ed Egwene che essendo molto potenti, talentuose e determinate, sono rimaste Novizie per meno di un anno). Al contrario le donne più deboli nel potere e nel carattere, possono arrivare a passare molti più anni come Novizie (è il caso della Marrone Ellin Warrel che è stata Novizia per circa una dozzina di anni).
A quelle che proseguono negli studi, dopo una serie di duri anni di istruzione nell'uso del potere e nel forgiare il carattere (anni che come detto variano a seconda delle capacità di ciascun individuo), e che quindi sono ritenute meritevoli, viene offerta la possibilità di venire testate come Ammesse in un apposito ter'angreal a forma di tre archi. Si ha la possibilità di rifiutare il test e rimanere Novizie, fino a tre volte, ma dopo il terzo rifiuto, si viene allontanate per sempre dalla Torre. Una volta iniziato il test, non si può più tornare indietro; nella maggior parte dei casi quelle che falliscono, solitamente scompaiono dentro ai tre archi stessi; ma se anche sopravvivono ad una parte del test e rifiutano di proseguire, vengono comunque mandate via dalla Torre per sempre. Quelle che superano il test, proseguono dunque nella loro istruzione come Ammesse.
Recentemente però l'Amyrlin Egwene ha proposto che a tutte le Donne della Famiglia, che hanno fallito in precedenza, venga offerta una nuova possibilità di superare il test.

### Custode degli Annali
La Custode degli Annali è la prima collaboratrice dell'Amyrlin Seat. Essa è la seconda nella gerarchia di tutte le Aes Sedai, ma in pratica non ha più autorità di quella che le viene concessa dall'Amyrlin Seat. La Custode degli Annali (come la Maestra delle Novizie) solitamente viene personalmente scelta e nominata dall'Amyrlin Seat e proviene dalla sua stessa Ajah (i casi in cui ciò non avviene, solitamente indicano la presenza di Amyrlin deboli al momento dell'elezione, che cercano l'appoggio di altre Ajah, ricorrendo a delle nomine esterne alla propria).
La Custode degli Annali somma nella sua figura molte funzioni e compiti tipici dei funzionari più importanti di uno stato: quella di ciambellano, che cura il protocollo ed i cerimoniali; quella di capo della cancelleria, che cura l'amministrazione; quella di segretario di stato che cura i rapporti con l'esterno; inoltre è l'assistente personale dell'Amyrlin ed è a volte a capo del suo servizio di informazioni.
Per distinguersi la Custode indossa una stola del colore della propria Ajah di appartenenza ed in presenza dell'Amyrlin Seat, negli eventi ufficiali, regge un'asta sulla quale è raffigurata la Fiamma di Tar Valon. Nel cerimoniale è seconda dopo l'Amyrlin e in autorità è pari almeno alle Adunanti. Il suo ruolo però è più amministrativo e di rappresentanza, che propriamente politico, infatti, pur avendo il diritto di assistere alle riunioni del Consiglio della Torre Bianca, non può prendere assolutamente parte alle discussioni e si limita a registrare le decisioni e a far rispettare il protocollo e le procedure (e tra l'altro la Custode non può neppure assistere alle riunioni del Consiglio in assenza dell'Amyrlin).
La Custode degli Annali viene così chiamata perché uno dei suoi compiti principali è la registrazione, archiviazione e custodia di tutti gli atti e documenti che riguardano la Torre Bianca, sia quelli ufficiali, resi pubblici, che quelli che devono restare segreti (e che vengono depositati in uno speciale archivio segreto, il cosiddetto Tredicesimo Deposito, a cui possono accedere, oltre a lei, solo le Adunanti e l'Amyrlin, oltre a pochissime altre sorelle bibliotecarie che ne conoscono l'esistenza).
La Custode, oltre a fungere da primo consigliere e segretario dell'Amyrlin Seat (con il compito di revisionare con attenzione tutti i suoi decreti e poi di controfirmarli), ha inoltre notevoli compiti di rappresentanza, infatti annuncia quando l'Amyrlin si presenta solennemente in un luogo, introduce i visitatori che vanno ad incontrarla (rimanendo quasi sempre presente nel corso delle udienze) e soprattutto generalmente è proprio lei a decidere chi possa avere o meno udienza (infatti il suo ufficio si trova collocato appena prima di quello dell'Amyrlin).
Dal punto di vista strettamente gestionale, la Custode deve guidare adeguatamente il gruppo di sorelle che ha il compito di amministrare la grande città-stato di Tar Valon (questo spiega il grado di abbandono in cui cadde Tar Valon durante l'amministrazione di Alviarin ed il fatto che Leane Sharif, al contrario, mantenesse un servizio di agenti persino all'interno della città stessa, per essere informata tempestivamente di qualsiasi problema) inoltre ha anche il compito di amministrare tutte le altre proprietà e beni della Torre Bianca (beni mobili e immobili sparsi per tutto il continente).
Invece, dal punto di vista di capo del servizio di informazioni, la Custode degli Annali raccoglie le informative selezionate e poi inviate dalle Ajah e quindi le trasmette all'Amyrlin Seat (in questo la Custode può optare a sua volta per una selezione delle informazioni, quindi è importante che vi sia una totale fiducia tra l'Amyrlin e la sua Custode).
Come l'Amyrlin, la Custode deve evitare assolutamente di mostrare favoritismi nei confronti di chicchessia e soprattutto verso la propria Ajah di provenienza, infatti durante il suo ufficio, è per lei altamente improprio considerarsi a pieno titolo membro di un'Ajah, perciò deve mostrarsi distaccata dalla vita precedente, ad esempio non può continuare a vivere nei suoi appartamenti (deve lasciare il settore della Torre riservato alla propria Ajah e trasferirsi in stanze a lei assegnate) ed inoltre non è per lei opportuno visitare privatamente alcun'Adunante. La deposizione di una Custode degli Annali richiede lo stesso Maggior Consenso richiesto per la deposizione di una Amyrlin. Una Custode inoltre cessa automaticamente le sue funzione quando la sua Amyrlin muore o viene deposta.
Tra le Custodi degli Annali più recenti si possono ricordare:
- Gitara Moroso e poi Aeldra Najaf per l'Amyrlin Tamra Ospenya (entrambe Azzurre come Tamra)
- Duhara Basaheen per Sierin Vayu (proviene dall'Ajah Rossa ed è stata inaspettatamente nominata da un'Amirlyn proveniente dall'Ajah Grigia)
- Leane Sharif per Siuan Sanche (è un'Azzurra che ha mostrato molta competenza nel suo ruolo)
- Alviarin Freidhen e poi Tarna Feir per Elaida a'Roihan (la prima proviene dall'Ajah Bianca e viene nominata dalla Rossa Elaida per l'appoggio garantito alla sua elezione; Alviarin trascura molto la città di Tar Valon che si riempie di immondizia; Tarna che è Rossa, cerca in seguito di rimediare ai guasti provocati dalla precedente)
- Sheriam Bayanar e poi Silviana Brehon per Egwene al'Vere (la prima è un'Azzurra e la seconda una Rossa, entrambe avevano già ricoperto il ruolo di Maestra delle Novizie in altre amministrazioni; Sheriam si dimostra inadeguata al ruolo mentre Silviana, già appena dopo la sua nomina, dimostra molta competenza)

### Custodi delle Aes Sedai
I Custodi delle Aes Sedai, detti anche Gaidin, sono degli uomini altamente addestrati nell'uso delle armi e nel combattimento a mani nude, i quali hanno sostanzialmente il compito di fare da guardie del corpo e da assistenti alle Aes Sedai, poiché esse, nonostante la loro capacità di usare l'Unico Potere, a causa dei loro giuramenti sull'apposita Verga, solo in particolari occasioni possono adoperare tale potere come arma. Generalmente un'Aes Sedai mantiene un solo Custode alla volta, ma le sorelle dell'Ajah Rossa per tradizione non ne tengono alcuno, mentre al contrario quelle dell'Ajah Verde ne tengono contemporaneamente molti per ciascuna, con alcune arrivate addirittura a tenerne sei contemporaneamente.
Tra l'Aes Sedai ed il suo Custode viene creato con l'Unico Potere un complesso Legame di Spirito; questo legame comporta uno scambio continuo di emozioni tra i due, anche a notevoli distanze, ciò significa che se ad esempio uno dei due viene ferito o prova del piacere, anche l'altro prova la stessa sensazione, anche se in maniera più attenuata. Il legame viene anche usato per ritrovarsi in caso di separazione, infatti i due sentono la direzione dove si trova l'altro, e questa sensazione si accentua man mano che ci si avvicina.
Per i Custodi il legame comporta vantaggi e svantaggi: grazie ad esso il Custode aumenta la sua agilità, la sua forza e la sua resistenza; malattie e ferite guariscono molto più rapidamente e la stanchezza passa più velocemente, inoltre essi riescono a sopravvivere a ferite che sarebbero mortali per gli uomini comuni; inoltre, pur non rallentando nell'invecchiamento, come le Sorelle a cui sono legati, i Custodi mantengono vitalità, destrezza e forza molto più a lungo degli uomini comuni; per contro però, la morte di un'Aes Sedai comporta quasi sempre anche la morte del suo Custode, infatti a causa dell'enorme shock subito, lo stesso Custode può morire sul colpo, invece se sopravvive viene completamente ottenebrato dal dolore e cerca la morte, magari nel tentativo di vendicarla. Per un'Aes Sedai invece la morte del suo Custode comporta molti anni di lutto, dolore e sconforto.
Il Legame è così forte che spesso sfocia in vere e proprie relazioni sentimentali tra i due ed in alcune Ajah è permesso ad un'Aes Sedai di sposare il proprio custode (è il caso delle Verdi e delle Gialle); in altre, al contrario, il matrimonio è assolutamente scoraggiato (Ajah Azzurra). In certi casi, se lo ritiene necessario, l'Aes Sedai può decidere di schermare più o meno temporaneamente il legame, in maniera da non farsi più percepire dal suo Custode. Visto che la vita media di un'Aes Sedai è di quasi tre secoli, mentre per un Custode è quella di un uomo normale, ne consegue che nella sua vita, ciascun'Aes Sedai possa scegliere di avere in successione più custodi (fatto salvo il caso delle Verdi, che ne tengono molti contemporaneamente), la cosa però avviene raramente, infatti la morte di un custode rappresenta sempre un evento estremamente traumatico per un'Aes Sedai ed avere successivamente dei Custodi che muoiono, significa provare più volte questo profondo dolore, che persiste anche per molti anni.
Secondo i costumi, il legame va sempre creato con il consenso del Custode, non può cioè essere imposto con la forza (un simile atto viene paragonato ad uno stupro), ma nel passato non sempre è stato così. Inoltre, se un'Aes Sedai lo ritiene giusto, può decidere di sciogliere il legame e lasciare libero l'uomo, ma è qualcosa che accade rarissimamente; il caso più probabile è quando una Sorella, magari molto anziana, sente approssimarsi la propria morte e perciò rilascia il suo Custode, per risparmiargli gli effetti deleteri di un simile evento. Inoltre, attraverso il legame, un'Aes Sedai può cercare di influenzare o di imporsi al suo Custode, ma personalità forti riescono a resistere a questa imposizione. I Gaidin sono solitamente equipaggiati con un mantello creato con un ter'angreal, il suo tessuto ha la proprietà di rendere quasi invisibile chi lo indossa.
Come detto sopra, le sorelle Verdi sono quelle che legano più Custodi, mentre le Rosse, per tradizione, non ne legano alcuno. Poiché la maggior parte delle appartenenti all'Ajah Bianca lascia molto raramente Tar Valon, ne consegue che per loro sia meno sentita la necessità di una guardia del corpo, quindi le Bianche sono quelle che in genere legano meno Custodi (ma anche a molte delle Marroni, soprattutto quelle legate agli studi bibliotecari e speculativi, manca questa necessità). Al contrario si può notare come quasi ogni Azzurra, abbia il suo Custode (infatti per principio queste sorelle si impegnano spesso nella difesa di nobili cause).
Dopo gli eventi più recenti (l'avvento del Drago Rinato, la fondazione della Torre Nera degli Asha'man, la guarigione dalla domatura), le esponenti più importanti dell'Ajah Rossa hanno rivisto totalmente la loro posizione (infatti ormai non è più possibile preservare il mondo dagli incanalatori maschi, con la cattura e la domatura), perciò si sono proposte di legare gli Asha'man come Custodi, nel tentativo di poter imbrigliare in qualche modo questa potenza estremamente pericolosa.
Il legame da custode era sconosciuto durante l'Epoca Leggendaria; venne perciò inventato nei secoli successivi dalle Aes Sedai, probabilmente dopo l'introduzione dei tre giuramenti, infatti non potendo più utilizzare l'Unico Potere come arma (se non in casi particolari) le sorelle si ritrovarono con la necessità di procurarsi delle fidate guardie del corpo, che custodissero la loro incolumità.
Nel corso della saga il legame dei custodi viene applicato creando alcune varianti:
- la prima è quella del legame creato da alcuni Asha'man nei confronti delle loro mogli, è del tutto simile al precedente, solo che è invertito il sesso dell'incanalatore legante, rispetto al legato (prevede che il legame venga creato con un bacio)
- la seconda variante è quella del legame creato da donna a donna, come nel caso di Elayne Trakand nei confronti di Birgitte. Poiché le persone coinvolte sono dello stesso sesso, sembra che lo scambio emozionale venga accentuato di molto
- la terza variante è quella del legame creato da alcuni Asha'man nei confronti di alcune Aes Sedai prese prigioniere, che comporta l'aggiunta di un certo grado di compulsione, così da obbligarle all'obbedienza e alla remissività nei loro confronti
- un altro caso ancora è quello di un'incanalatrice che lega un incanalatore; sarebbe molto simile al legame tradizionale tra Aes Sedai e Custode, ma se l'incanalatore è più potente dell'incanalatrice, questa non riesce assolutamente a controllare il legame (è il caso della Verde Alanna Sedai nei confronti di Rand al'Thor e pare che lo stesso problema si stia ripetendo tra la Verde Merise e Jahar Narishma, il quale se in un primo momento era meno forte di lei, ora la sta superando e non si fa più controllare)
- c'è il caso molto particolare di Min Farshaw: Min non è un'incanalatrice, perciò Elayne ed Aviendha, per permetterle di legare Rand come Gaidin, si fanno da mediatrici, creando tra Min e Rand il legame, modificando una tessitura simile a quella della Sorellanza Aiel
- nel Libro XIV Androl e Pevara si legano reciprocamente con un doppio legame, questo provoca la formazione di una connessione quasi telepatica tra i due, questa connessione dà inoltre la possibilità di prendere spontaneamente il controllo di un circolo formato tra di loro.

## Aiel
Gli Aiel sono un popolo la cui sede è la Triplice Terra. Fisicamente gli Aiel sono di statura molto alta, con i capelli spesso rossi o comunque chiari e gli occhi verdi, azzurri o grigi. Sono abilissimi nel mimetizzarsi completamente nell'ambiente in cui si trovano. La loro organizzazione sociale ricorda quella delle antiche Irlanda e Scozia celtiche: infatti sono divisi in dodici clan principali (tredici, aggiungendo quello perduto dei Jenn) a loro volta suddivisi in sette. La loro cultura inoltre ha molti aspetti che ricordano quelli dei nativi nord americani, mentre la loro etica ricorda quella dei samurai del Giappone feudale. Le loro tecniche di combattimento ricordano infine quelle dei guerrieri Impi Zulù alla fine del XIX secolo. I guerrieri si raggruppano a loro volta in Società Guerriere che vanno al di là dei confini dei clan; gli Aiel sono guerrieri quasi imbattibili sia armati che a mani nude (nei libri si afferma che ci vogliano almeno tre o quattro uomini armati, per riuscire a battere un Aiel che invece combatte a mani nude).
Gli Aiel hanno alcune usanze, ritenute curiose dagli altri popoli. Per esempio non usano la spada e disprezzano chi la usa; prima di uccidere (o di iniziare un combattimento potenzialmente mortale) indossano un velo nero, lo Shoufa, che copre il viso ad eccezione degli occhi; inoltre non vanno a cavallo, ma compensano questa mancanza, avendo una fortissima resistenza nel correre sulle lunghe distanze. Gli Aiel rispettano zelantemente queste usanze, pur non ricordandone l'origine ed il loro antico significato.
L'autore in un'intervista ha affermato che gli Aiel parlano un inglese con un accento vagamente slavo.

### Ji'e'toh
Ji'e'toh è il sistema di regole che si trova alla base di tutte le interazioni all'interno della società Aiel: vita sociale, regole di combattimento, matrimonio, relazioni intime. I due termini derivano dalla lingua antica e significano letteralmente "onore" ed "obbligazione". Gli Aiel hanno sviluppato questo sistema come risposta alle dure condizioni di vita nella Triplice Terra, necessitando di una severa disciplina per preservare il più possibile la vita umana in questo ambiente così inospitale.
Ad esempio nei combattimenti il maggiore ji si ottiene catturando in battaglia un nemico, toccandolo senza ferirlo gravemente od ucciderlo. Questo comporta per il "toccato" un toh: egli diventa gai'shain (obbligato a chiedere pace) e servirà remissivamente il suo vincitore per un anno ed un giorno, senza toccare armi, vestendosi anche completamente di bianco come segno della sua condizione di sottomissione. Il minore dei ji per gli Aiel, deriva invece dall'uccidere un nemico in battaglia, perché ritengono che sia molto più facile uccidere che lasciare un nemico vivo. Le Sapienti Aiel, i fabbri, le donne incinte ed i bambini al di sotto di dieci anni non possono essere fatti gai'shain. Ovviamente anche gli stranieri, che non comprendono ji'e'toh, dovrebbero venire esclusi e non potrebbero essere ridotti alla condizione di gai'shain, ma gli Shaido verranno meno a questa regola, rendono praticamente schiave intere popolazioni.
Una persona che ha un toh nei confronti di un'altra, può raggiungerlo, cioè riuscire a superare questa obbligazione, in varie maniere: servendo, umiliandosi in varie forme, facendosi battere e punire docilmente e spontaneamente, ecc. Il toh viene raggiunto quando la persona cui si deve l'obbligazione, si ritiene soddisfatta e dice che quell'altra persona non ha più alcun toh nei suoi confronti.

### Clan e Sette
Gli Aiel, che sono un popolo seminomade, si dividono in Clan, a loro volta suddivisi in Sette, ciascuna delle quali è organizzata in numerose Proprietà o Fortezze: all'interno della Desolazione Aiel ciascun Clan controlla un vasto territorio desertico, che può essere paragonato ad uno Stato, le Sette possono essere paragonate alle regioni all'interno degli stati, mentre le Proprietà (dove si trovano i terrazzamenti delle coltivazioni, o dove si trovano le rare fonti d'acqua per abbeverare il bestiame) possono essere paragonate alle città ed ai villaggi di una regione. A capo di ciascuna Proprietà o Fortezza si trova una donna, la Padrona della Fortezza, mentre i Capoclan capeggiano i rispettivi Clan ma non possiedono beni immobili; un Capoclan per vedere riconosciuta la propria autorità si deve recare tra le Colonne di Vetro del Rhuidean, un Ter'angreal che mostra la vera storia degli Aiel attraverso gli occhi degli antenati di chi guarda: se l'uomo supera la prova vedrà il suo braccio sinistro marchiato con il simbolo del Drago. Molti aspiranti capoclan però, non riuscendo ad accettare le rivelazioni del Rhuidean, muoiono durante la prova. Il mitico Car'a'carn vale a dire il Capo dei Capi, preannunciato dalle profezie, quando si recherà tra le Colonne e supererà la prova, verrà marchiato su entrambe le braccia (egli è il protagonista della saga: Rand al'Thor).
I Clan si trovano spesso tra di loro in uno stato di faida o guerra quasi permanente, perché si disputano di continuo il controllo dei territori migliori, all'interno della Desolazione Aiel; gli Aiel sono guerrieri formidabili, ma fortunatamente questa loro continua guerra interna risulta relativamente poco cruenta, grazie alla mitigazione portata dal sistema del Ji e Toh.
Questi sono i tredici clan Aiel (inclusi gli antichi Jenn Aiel) e le Sette conosciute:
| - Chareen - Cosaida - Jarra - Montagna Bianca - Goshien - Altipiano - Jhirad - Mosaada - Sale Rosso - Acque Rosse - Fiume di Pietra - Shaarad - Rocce Nere - Haido - Imran - Tomanelle - Jenda - Serai - Shorara | - Codarra - Fenditura Jaern - Shiande - Neder - Daryne - Picco Curvo - Shelan - Reyn - Musara - Due Guglie - Miagoma - Picco Freddo - Acque Fumanti - Dorsale Spinosa - Fonte del Fiume Secco - Nakai - Rupi Nere - Acque Nere - Piana Salata | - Taardad - Acque Amare - Acque di Sangue - Chumai - Rocce Fredde - Quattro Fori - Quattro Pietre - Montagne di Ferro - Cime Seghettate - Jindo - Miadi - Nove Valli - Shaido - Domai - Sali Verdi - Jonine - Jumai - Moshaine - Jenn |

### Società Guerriere
Le Società raggruppano guerrieri (o guerriere, nel caso delle Fanciulle della Lancia) provenienti da clan diversi e servono per sviluppare tecniche di combattimento particolari e codici comunicativi tipici per ciascuna (ad esempio il linguaggio delle mani tra le Fanciulle). I membri all'interno di ciascuna Società, pur appartenendo a clan diversi, non possono combattersi tra di loro, quindi esse sono anche uno strumento utile per far familiarizzare con persone provenienti da clan differenti, che spesso sono rivali od in aperto conflitto, perciò sono soprattutto un possibile mezzo per appianare i contrasti tra i Clan. Alcuni Aiel addirittura preferiscono soggiornare sempre presso le proprietà della loro Società, così da evitare di venir coinvolti nelle incessanti faide tra i Clan.
Elenco delle Società Guerriere:
- Far Dareis Mai (le Fanciulle della Lancia)
- Shae'en M'taal (i Cani di Pietra)
- Aethan Dor (gli Scudi Rossi)
- Seia Doon (gli Occhi Neri)
- Far Aldazar Din (i Fratelli delle Aquile)
- Rahien Sorei (i Corridori dell'Alba)
- Sha'mad Conde (i Camminatori del Tuono)
- Hama N'dore (i Danzatori della Montagna)
- Sovin Nai (le Mani del Pugnale)
- Cor Darei (le Lance della Notte)
- Tain Shari (il Vero Sangue)
- Duadhe Mahdi'in (i Cercatori d'Acqua)
- Mera'din (i Senzafratello) la nuova società nata per accogliere coloro che hanno abbandonato i propri clan e si sono accodati agli Shaido, dopo le rivelazioni del Rhuidean

### Fanciulle della Lancia
Tra le Società Guerriere Aiel, quella che viene maggiormente descritta nella saga è quella delle Far Dareis Mai (cioè le Fanciulle della Lancia); due personaggi importanti come Aviendha ed Amys sono infatti due ex appartenenti a questa società ed inoltre le Fanciulle ottengono il privilegio di fare sempre da scorta personale al Drago e quindi vengono molto spesso coinvolte nelle sue vicende; inoltre Bain e Chiad, due amiche molto care di Faile, sono due altre Fanciulle, che a loro volta restano coinvolte nelle vicende di questo altro personaggio. Per comunicare tra di loro segretamente, le Fanciulle hanno sviluppato un caratteristico linguaggio con le mani.

### Sapienti Aiel
All'interno della società Aiel, le Sapienti sono donne rispettate ed intoccabili, soprattutto in battaglia (infatti esse non partecipano mai ai combattimenti, nonostante il loro grande potere). Le Sapienti, pur appartenendo ai Clan, sono poste al di sopra dei Clan stessi ed il loro parere è sempre vincolante, persino per i Capiclan. Come regola dovrebbero entrare a far parte delle Sapienti, dopo aver superato le giuste prove, tutte le donne che sono in grado di incanalare l'Unico Potere o che sono Camminatrici dei sogni (capaci cioè di entrare in Tel'Aran'Rhiod, il Mondo dei Sogni), ma spesso vengono ammesse anche donne non dotate di particolari poteri, ma che possiedono un grado notevole di autorevolezza. La gerarchia al loro interno infatti non è determinata dalla loro potenza nell'incanalare (come ad esempio accade tra le Aes Sedai), o dall'anzianità, ma invece proprio dalla loro forza di carattere e autorevolezza.
Il primo passo che un'apprendista deve fare per diventare Sapiente è recarsi nel Ruidhean, presso il ter'angreal a forma di tre cerchi, qui vengono mostrati a chi vi entra, tutti i possibili futuri basati sulle proprie scelte (la maggior parte delle memorie riguardanti queste visioni si affievolisce nel corso della vita, finché non accadono i momenti in cui la scelta si ripresenta alla memoria). Dopo un lungo e severo periodo di apprendistato il passo definitivo per diventare Sapiente è quello di recarsi nuovamente nel Ruidehan in un altro ter'angreal, a forma di colonne di vetro: esse conservano la vera memoria del popolo Aiel ed è lo stesso ter'angreal visitato da quelli che vogliono diventare capoclan.
Le due Sapienti più autorevoli tra tutti gli Aiel sono Sorilea ed Amys (quest'ultima è anche una considerevole incanalatrice ed una Camminatrice nei sogni). Altre Camminatrici tra le Sapienti, sono Bair e Melaine (quest'ultima con una buona forza in Saidar). Infine le più autorevoli Sapienti degli Shaido Aiel sono Therava, Someryn (entrambe dalla notevolissima forza in Saidar) e soprattutto Sevanna, che ha ottenuto il titolo di Sapiente, pur senza averne diritto, e che in pratica comanda il Clan, essendo la vedova degli ultimi due Capiclan.
Nel corso del Libro XIII l'Amyrlin Seat Egwene stipula un accordo con le Sapienti Aiel: le Aes Sedai e le Sapienti si scambieranno alcune delle loro giovani apprendiste (per le Aes Sedai saranno delle Ammesse), così che queste possano istruirsi per un certo periodo sulle tipiche capacità dell'altro gruppo di incanalatrici; al termine di questo periodo di istruzione, le giovani potranno poi scegliere liberamente su quale strada proseguire.
Nel Libro XI le Sapienti Shaido in grado di incanalare e presenti a Malden sono tra le quattrocento e le cinquecento. Ciò fa supporre che le Sapienti incanalatrici di tutti gli altri Clan siano tra le duemila e le tremila.

### Abbigliamento ed armi
L'abito tradizionale degli uomini Aiel è il cadin'sor, esso nell'Epoca Leggendaria era un comodo abito da lavoro, ad esempio usato per coltivare la terra, ma successivamente esso divenne un abito da combattimento (poi adottato anche dalle Fanciulle della Lancia). Nacque in questo periodo anche l'usanza di utilizzare lo shoufa (un lembo di stoffa inizialmente concepito per proteggere il viso dalla polvere) per coprirsi il viso all'inizio di un combattimento (in particolare esso venne usato così da quando i primi giovani Aiel uccisero delle persone e una madre di questi, disse al figlio rinnegato di nascondere il proprio viso, perché non voleva vedere il volto di un assassino). Gli Aiel, pur avendo abbandonato di fatto la Via della Foglia, hanno mantenuto dei tabù derivanti da quell'antica regola, ad esempio si rifiutano assolutamente di utilizzare spade come armi ed hanno orrore di chiunque le usi. Questo perché una spada ha come unico utilizzo l'uccisione di altre persone, mentre le armi adottate dagli Aiel, come archi e frecce, pugnali e lance possono avere altri usi, per esempio durante la caccia. Le lance degli Aiel hanno il manico relativamente corto, mentre la lama è piuttosto larga e lunga, quindi oltre che lanciate, esse possono essere usate anche di taglio e per infilzare.
Le donne e le Sapienti indossano ampie gonne dai colori bruni, bluse chiare e scollate, con lunghi scialli sulle spalle e inoltre fasce di tessuto per legare sul capo i capelli, che per il resto scendono molto lunghi sulla schiena. Le Sapienti e le Padrone delle Fortezze, per sottolineare il loro status, si adornano abbondantemente di collane e bracciali d'oro o d'avorio, ma non indossano anelli, ritenuti scomodi per i lavori manuali.

### Guerre Aiel
Gli Aiel hanno sempre respinto qualsiasi tentativo di invasione della propria terra (una celebre invasione avvenne al tempo dell'imperatore Artur Hawkwing) e sono usciti dalla Triplice Terra solo in poche occasioni. La prima volta conosciuta, avvenne durante quella che venne definita dagli occidentali come la "Guerra Aiel" o anche "Prima Guerra Aiel" (avvenuta circa venti anni prima dell'inizio della saga), che gli Aiel considerarono invece come una missione per punire il re di Cairhien Laman Damodred del crimine commesso contro l'albero Avendoraldera, nato da un arbusto di Avendesora. Laman infatti per stupidità aveva tagliato Avendoraldera, per costruirsi un trono unico al mondo. Questo albero era un dono Aiel al regno di Cairhien ed era anche il simbolo del diritto di commercio che i Cairhienesi avevano ottenuto dagli Aiel, perché nell'antichità gli avi dei Cairhienesi avevano permesso agli avi degli Aiel di abbeverarsi ai propri pozzi.
Al momento dello scoppio delle ostilità, portate avanti da appena quattro dei dodici clan, la maggior parte delle persone coinvolte, compresi tutti gli Aiel ad eccezione dei Capiclan e delle Sapienti, ignoravano l'origine del dono, il motivo per cui fosse stato fatto e dunque il perché la guerra fosse iniziata, tuttavia ne nacque un conflitto devastante, che sconvolse almeno metà delle terre occidentali e che si concluse solo con la morte di Laman nella battaglia combattuta alle pendici di Montedrago, nel corso della quale nacque Rand al'Thor (detta anche la "Battaglia delle Mura Lucenti", perché combattuta nei pressi di Tar Valon, o la "Battaglia della Neve Insanguinata"). Tutti questi eventi erano stati predestinati affinché durante questa battaglia nascesse il Drago Rinato.
Venti anni dopo gli Aiel lasciarono di nuovo la loro terra in piccoli gruppi, alla ricerca di "Colui che Viene con l'Alba", cioè il Drago Rinato, al termine della quale un piccolo gruppo di Aiel comandati dal Capoclan Rhuarc conquistò la Pietra di Tear.
Infine, una volta riconosciuto Rand al'Thor come il Car'a'carn, cioè il capo dei capi, tutti i clan uscirono dalla Triplice Terra, all'inseguimento degli Shaido, gli unici a non riconoscerlo; essi infatti si erano spostati in massa ad occidente, per conquistare Cairhien iniziando la cosiddetta "Seconda Guerra Aiel" o "Guerra Shaido", nel corso della quale le forze del Car'a'carn scacciarono gli Shaido che stavano assediando la capitale del regno.

### La vera storia degli Aiel e la Via della Foglia
Fino alle rivelazioni portate da Rand al'Thor, quasi la totalità degli Aiel non conosceva la propria storia, a parte scarsissime nozioni, eccezion fatta per i Capiclan e per le Sapienti, che l'apprendevano recandosi nel Rhuidean ed entrando tra le Colonne di Vetro lì custodite.
Nel quarto libro della saga (L'Ascesa dell'Ombra) viene rivelato che gli antichi Aiel Da'shain dell'Epoca Leggendaria erano fedeli servitori degli Aes Sedai e vivevano seguendo rigorosamente la Via della Foglia (ovvero la non-violenza). Assieme agli Ogier ed ai Nym (esseri creati dagli Aes Sedai per rendere la terra più fertile), gli Aiel Da'shain usavano il cosiddetto Canto o Canzone per far germogliare le messi in abbondanza e senza difetti. Sia nella descrizione delle visioni avute da Rand tra le Colonne di Vetro, che dal prologo del libro primo, appare evidente che gli Aiel Da'shain, grazie alla loro dedizione e purezza, avevano raggiunto uno stato di empatia con l'Unico Potere del Creatore e perciò il loro Canto aveva la capacità di aumentare l'effetto dell'Incanalare e di aiutare il lavoro degli Aes Sedai, inducendo dei benefici stati meditativi (è emblematico ad esempio il sacrificio di oltre cento Aiel Da'shain che vennero uccisi uno ad uno, mentre continuavano a cantare imperterriti per cercare di far rinsavire uno dei primi Aes Sedai maschi impazziti, agli inizi della Frattura).
Quando cominciò la devastante Frattura del Mondo gli Aiel vennero incaricati dalle Aes Sedai sopravvissute, di preservare un grande carico di angreal e ter'angreal (ed inoltre dei polloni di albero Chora, da cui si sarebbe poi sviluppato l'albero Avendesora, l'Albero della Vita) affinché non cadessero nelle mani degli incanalatori maschi impazziti. Perciò, in mezzo alle devastazioni della Frattura e all'aggressività degli altri uomini, gli Aiel iniziarono a trasportare in continuazione, da un luogo ad un altro, la loro carovana di carri, con il loro prezioso carico, riducendosi continuamente di numero, per le violenze subite, per le privazioni e per gli sconvolgimenti della natura. Gli Aiel infatti, pur tra atrocità continue, proseguirono il loro viaggio, per diverse generazioni, seguendo sempre la Via della Foglia (come detto sopra era una regola di comportamento che impediva loro di compiere qualsiasi violenza, anche solo per difendersi, e questo li lasciava alla mercé di chiunque li volesse aggredire. Ma se prima della Frattura del Mondo tutti li rispettavano e nessuno avrebbe mai fatto violenza ad un Aiel, in seguito le altre persone, ormai dominate dai bisogni primari della sopravvivenza in mezzo alle brutalità, non mostravano più alcun rispetto per loro e con l'andare del tempo, persero completamente anche il ricordo di ciò che gli Aiel avevano rappresentato).
Ad un certo punto del loro continuo peregrinare di terra in terra, avvenne la prima separazione tra gli Aiel: infatti gli antenati degli attuali Calderai, stremati dalle fatiche, decisero di abbandonare il loro carico agli altri, venendo così meno al loro servizio (perciò vengono chiamati i Perduti e vengono evitati dagli altri Aiel). I discendenti di questi, divenuti ormai il "popolo viaggiatore" continuano anche all'epoca dei fatti narrati nei libri a seguire la Via della Foglia, e si spostano di continuo alla ricerca del Canto, anche se hanno ormai dimenticato cosa sia.
Prima di entrare in quella che poi venne definita la Triplice Terra o Desolazione Aiel, avvenne una seconda separazione: tutti gli attuali Aiel discendono da un gruppo di ragazzi che abbandonò la Via della Foglia, andando a recuperare con la violenza alcune ragazze loro parenti, che erano state rapite e stuprate; perciò vennero rinnegati ed allontanati dai loro genitori, ma essi ed i loro discendenti, continuarono a seguire da lontano i carri di trasporto, fino all'ingresso nella Triplice Terra, proteggendoli spesso dagli altri popoli ostili. Cominciarono inoltre a chiamare (all'inizio in modo sarcastico) gli Aiel che ancora seguivano la Via, come "Aiel Jenn", cioè, nell'antica lingua, "gli autentici Aiel" o "gli unici veri Aiel". Pur avendo come scopo quello di proteggere i Jenn, gli altri Aiel con il passare del tempo e perdendo memoria della propria origine, arrivarono a considerarsi i veri Aiel ed a disprezzare gli Aiel Jenn, ricordando soltanto che avevano commesso un qualche peccato che aveva deluso molto le Aes Sedai, e che questo peccato era stato alla base del loro esilio nella Triplice Terra.
Come detto durante tutte queste peregrinazioni, gli Aiel venivano trattati in maniera ostile da tutti i popoli che incontravano (ad eccezione degli isolati gruppi di Ogier, che erano alla ricerca dei loro stedding perduti). Gli unici che trattarono gli Aiel in maniera amichevole, permettendo loro di abbeverarsi ai loro pozzi, furono gli antenati dei cairhienesi. Questo fatto fu all'origine del dono di Avendoraldera e poi della prima Guerra Aiel e quindi della rinascita del Drago.
Nel frattempo, dopo secoli di peregrinazioni, i pochi Aiel sopravvissuti e rimasti fedeli al loro impegno, quelli definiti appunto come "Aiel Jenn", riuscirono finalmente ad incontrarsi con alcune Aes Sedai, che li guidarono nella Desolazione, per depositare infine ciò che restava del loro carico e per fondare la città del Rhuidean. Gli altri Aiel rinnegati, i quali li avevano sempre seguiti da lontano, per tutto quel tempo, si insediarono di conseguenza nelle terre desolate poste attorno al Rhuidean; questi ultimi, in quei luoghi estremamente inospitali, riuscirono comunque a moltiplicarsi e svilupparono la loro cultura, per paradosso così marziale e guerresca, rispetto a quella dei loro avi, formando poco alla volta quelli che ora sono i dodici Clan.
Alla vigilia di quella che appariva essere ormai l'imminente estinzione degli ultimi "Aiel Jenn" del Ruidhean (e con loro, le anziane Aes Sedai che li avevano guidati nella fase finale del loro peregrinare e poi nella costruzione della città), furono chiamati a raccolta i capi dei vari Clan, a cui vennero lasciate precise istruzioni, per preservare la vera storia degli Aiel (racchiusa nelle Colonne di Vetro) e per custodire il Rhuidean stesso, in attesa dell'avvento del Drago Rinato (che gli Aiel chiamano "colui che viene con l'alba"), del quale vennero in questa occasione anche annunciate le profezie.

### Shaido
Gli Shaido sono uno dei tredici clan in cui si suddividono gli Aiel, Il Clan degli Shaido è quello che più si è discostato dagli usi e costumi tradizionali degli Aiel, tanto da provocare continui problemi al Drago Rinato ed arrivando addirittura ad invadere le Terre Bagnate, causando numerose devastazioni. I membri degli Shaido vengono descritti dagli appartenenti agli altri Clan come quelli con meno onore.
Gli Shaido infatti hanno accettato Couladin come Capoclan, un giovane guerriero irruente ed irrispettoso, che non solo non si è recato tra le Colonne di Vetro del Rhuidean, ma si è addirittura falsamente attribuito il titolo di Car'a'carn (cioè capo dei capi), grazie ai maneggi di sua moglie Sevanna e di Asmodean. Dopo che ad Alcair Dal, Rand viene riconosciuto Car'a'carn da tutti gli altri clan, Couladin e Sevanna hanno guidato gli Shaido in una guerra di conquista contro Cairhien, massacrando o riducendo a schiavi le popolazioni incontrate sul cammino. Dopo essere stati sbaragliati a Cairhien da Rand e Mat (che uccide personalmente Couladin) gli Shaido, guidati da Sevanna, si sono rifugiati sulle pendici del Kinslayer Dagger.
Laggiù Sevanna ha avuto una nuova occasione di rivincita, infatti si è accordata con Galina Casban ed alcune altre Aes Sedai dell'ambasciata di Elaida ed inoltre si incontra più volte con Sammael e Graendal, mascherati da trafficanti, che le procurano dei ter'angreal, tra cui una Verga dei giuramenti. Quando il gruppo di Galina, con il Drago Rinato catturato, attraversa il territorio del Kinslayer, Sevanna viene meno agli accordi stipulati in precedenza, perciò lancia gli Shaido contro di loro, convinta di potersi a sua volta impadronire di Rand e di costringerlo a sposarla. Nel corso della grande battaglia che ne segue, nei pressi dei Pozzi di Dumai, per la prima volta delle Sapenti Aiel partecipano ad una battaglia, usando l'Unico Potere come arma contro le Aes Sedai.
Gli Shaido vengono comunque sbaragliati di nuovo, a causa del pronto intervento degli Asha'man. Ciò che resta del Clan si rifugia dunque nuovamente sulle pendici del Kinslayer Dagger, pressato da quattro altri Clan; Sammael ne approfitta per ingannare Sevanna e per creare caos incolpandone Rand, disperdendo gruppi di Shaido in tutti i territori controllati dal Drago ed altrove. Però Sevanna, saggiamente, porta con sé tutte le Sapienti Shaido capaci di incanalare (più di quattrocento incanalatrici) e tra l'Amadicia e l'Altara, dove è stata spedita, comincia a ricostituire la potenza del Clan.
Nel frattempo però i costumi degli Shaido si sono ormai completamente rilassati, spesso i guerrieri si lasciano andare all'ubriacatura, le Sapienti, tra cui Sevanna in testa, si concedono ai piaceri ed ai lussi delle Terre Bagnate, infine i prigionieri non Aiel, contrariamente a tutti gli usi, vengono ridotti al rango di gai'shain e costretti a servire come schiavi e puniti con molta severità. Tra questi ultimi finiscono anche Faile, Morgase e la Regina Alliandre e questo provoca l'intervento di Perrin Aybara.
Perrin alleandosi ai Seanchan e al Profeta Masema, sbaraglia decisamente gli Shaido nel corso della battaglia di Malden. Centinaia di Sapienti vengono ridotte a damane, mentre molte migliaia di guerrieri Shaido, donne e bambini, vengono catturati dai Seanchan. Subito dopo la battaglia perciò la Sapiente Therava raccoglie quel poco che resta del clan Shaido e decide di ricondurlo nella Terra delle Tre Piegature, per non lasciarla mai più.

## Ajah
Le Sette Ajah sono i gruppi che diedero vita all'organizzazione delle Aes Sedai alla Torre Bianca.
Nell'Epoca Leggendaria queste Ajah erano associazioni solo temporanee di Aes Sedai, che si univano per risolvere dei casi specifici e poi si scioglievano; nell'epoca narrata nei romanzi sono invece associazioni permanenti e ben strutturate, ormai da alcuni millenni. Queste Ajah costituiscono in pratica delle società di Aes Sedai, che si diversificano l'una dall'altra in base ai diversi scopi fondanti, vale a dire i principi ed i propositi che stanno alla base della loro esistenza. Inoltre ciascun'Ajah ha degli statuti e dei costumi suoi propri, che possono differire di molto, rispetto a quelli di un'altra. Infine ogni Ajah è retta da un capo che esercita un potere direttivo più o meno autoritario, quasi come una specie di Amyrlin Seat all'interno dell'Ajah stessa (l'unica eccezione sembrerebbe l'Ajah Marrone, dove pare che il potere direttivo venga esercitato in maniera più collegiale). Esse sono sette e vengono distinte per colore: Ajah Rossa, Verde, Grigia, Marrone, Gialla, Azzurra e Bianca. La grandezza di ciascun'Ajah è rimasta all'incirca la stessa sin dalla fondazione della Torre Bianca, con qualche raro slittamento di posizione. Le Ajah eleggono ciascuna tre rappresentanti (dette Adunanti) nel Consiglio della Torre Bianca, che è una sorta di organo legislativo-consultivo delle Aes Sedai.
Per tradizione le Ajah curano gelosamente la propria indipendenza, i propri interessi ed i propri segreti. Però vi sono alcune regole e usanze che sono comuni a tutte le Ajah, ad esempio:
- Agli estranei non deve essere assolutamente rivelata l'identità del capo dell'Ajah
- I membri di una stessa Ajah devono sempre mostrarsi uniti e compatti; perciò in pubblico, devono mostrare sempre di condividere le stesse idee nei riguardi dei più svariati problemi o argomenti e dare l'apparenza di sostenere un fronte comune; quindi, in presenza di altri, esterni all'Ajah, non devono mai discutere tra di loro o rimproverarsi o dare l'impressione di essere in disaccordo
- Gli occhi-e-orecchie di un'Ajah (cioè il servizio di informazioni e spionistico, con i membri non incanalatori che ne fanno parte) sono strettamente riservati e non vanno rivelati all'esterno. Chi si trova al comando del servizio d'informazione è spesso tenuto segreto anche alla maggior parte dei membri dell'Ajah stessa. Le notizie raccolte vengono valutate all'interno dell'Ajah e solo in minima parte inviate alla Custode degli Annali che poi le riferirà all'Amyrlin Seat.
- Molte Ajah hanno delle particolari tessiture che vengono tenute nascoste alle sorelle di altre Ajah
- Durante l'addestramento, le Ammesse vengono attentamente guidate nella scelta dell'Ajah a cui apparterranno. In genere le sorelle di ciascun'Ajah illustrano alle Ammesse le caratteristiche della propria, in maniera da poterle orientare ma senza però svelare troppo. Un tempo, una nuova Aes Sedai chiedeva umilmente l'ammissione ad un'Ajah, ed alcune volte era persino costretta ad implorare l'ammissione; nei tempi più recenti invece, salvo rari casi, l'ammissione viene velocemente accettata e, data la scarsità di nuove sorelle, i membri delle varie Ajah a volte addirittura rivaleggiano per convincere un'Ammessa nella sua scelta.
- Alle nuove sorelle, appena entrano a far parte di un'Ajah, viene subito spiegato che dovranno studiare ed imparare almeno altrettanto, di quanto hanno imparato e studiato prima di ottenere lo scialle; infatti sono numerosissimi i costumi e le regole che ordinano la vita di un'Aes Sedai, sia per ciò che riguarda i rapporti, le alleanze o le inimicizie tra le Ajah, sia per ciò che regola la vita con le altre sorelle (ad esempio la gerarchia basata sulla forza in Saidar), sia i costumi esistenti all'interno delle Ajah stesse (come i colori che si possono o non si possono indossare, o le occasioni in cui farlo, eccetera); inoltre questi costumi sono strettamente vincolanti ed è severamente punita ogni trasgressione (viene spesso detto che certi costumi sono vincolanti come la legge scritta).
- Una regola che vale per tutte le Aes Sedai è che non si deve mai parlare dell'età delle sorelle.

### Le sette Ajah in base alla loro grandezza

#### Ajah Rossa
L'Ajah Rossa, dopo l'Azzurra, è stata probabilmente quella meglio descritta dall'autore, anche se inizialmente in maniera poco positiva o lusinghiera; infatti nella prima parte della saga, Robert Jordan ha messo parecchio in cattiva luce questa Ajah per la presenza al suo interno di diversi pessimi personaggi di primo piano (come Elaida, Liandrin, Galina o Katerine) e anche perché le sorelle Azzurre, tra le protagoniste dei primi libri, storicamente risultano delle fiere avversarie delle Rosse e perciò, quasi sempre, presentano queste ultime in maniera molto negativa; però, nella seconda parte della saga, l'autore ha migliorato parecchio l'immagine delle Rosse, presentando alcuni personaggi molto più positivi (come Pevara, Tarna, Teslyn, Toveine e Silviana) e prospettando addirittura un grande cambiamento che coinvolgerà l'intera Ajah.
L'Ajah Rossa è certamente l'Ajah più grande, perché infatti ospita da sola circa un quinto di tutte le Aes Sedai (all'inizio della saga ospitava attorno al 20% di Aes Sedai, cioè poco meno di duecento sorelle, su un totale di quasi mille; esse poi si sono ridotte però a poche più di centotrenta verso la fine della saga, a causa delle numerose morti e defezioni); oltre ad essere l'Ajah più grande, essa è anche la più monocratica e quella che resta più separata rispetto alle altre, quasi un mondo a parte, con regole parecchio rigide al suo interno, fatte rispettare con grande severità.
Il capo di questa Ajah viene chiamata The Higest (l'Altissima) ed esercita un'autorità monocratica ed assoluta su tutte le altre appartenenti, quasi come una sovrana o un'Amyrlin Seat dell'Ajah. Galina Casban è stata l'Altissima negli ultimi diciotto anni ma, dopo la sua scomparsa durante la battaglia dei Pozzi di Dumai (descritta alla fine del VI libro), al suo posto è stata eletta Tsutama Rath.
Nella Rossa "quando l'Altissima parla, tutte obbediscono", comprese le Adunanti. L'unica eccezione era nelle votazione dentro al Consiglio, secondo le leggi dell'Ajah, sebbene alcune delle donne che avevano detenuto il titolo, avevano fatto in modo che ciascun voto che stava loro a cuore, andasse come esse desiderassero (commento di Pevara dal Libro XI, Capitolo 12, sui poteri del capo della sua Ajah).
La missione primaria che questa Ajah si è data da tempo immemorabile, è quella di proteggere l'umanità da una nuova Frattura del Mondo; di conseguenza, per molte decine di secoli, ciò ha significato soprattutto il proteggere l'umanità dagli uomini che incanalano saidin, cioè la parte contaminata dell'Unico Potere, la quale li conduceva alla pazzia ed a provocare disastri; le sorelle Rosse avevano quindi finora dedicato quasi tutti i loro sforzi, soprattutto alla caccia di questi incanalatori, per catturarli e portarli alla Torre Bianca dove, dopo essere stati legalmente giudicati, venivano “domati”. Perciò le sorelle Rosse sono da considerare sicuramente tra le Aes Sedai più coraggiose, avventurose e determinate. Nel Libro XIV Pevara, dopo aver messo fuori combattimento alcuni Signori del Terrore, rivela esplicitamente che nella sua Ajah le Rosse vengono addestrate proprio per affrontare in duello altri incanalatori, studiando tutti i trucchi e le maniere migliori per riuscire a vincere, anche di fronte ad avversari che sulla carta sono più potenti di loro.
Le incanalatrici non sono in grado di percepire direttamente l'uso di Saidin da parte degli incanalatori maschi (e fino all'undicesimo libro le Aes Sedai non avevano ancora inventato tessiture capaci di ovviare a questa mancanza), però le sorelle Rosse avevano già per proprio conto ideato una tessitura capace di captare indirettamente i residui lasciati dagli incanalatori maschi. Inoltre poiché mediamente un'incanalatrice donna è più debole di un incanalatore maschio e perciò un'Aes Sedai potrebbe avere delle difficoltà nel riuscire da sola a catturare e poi tenere schermato un uomo, le Rosse avevano elaborato a questo scopo una dolorosa tessitura di Aria, Acqua e Spirito, con un tocco di Fuoco, che stordisce rapidamente, paralizza ed impedisce di incanalare; essa è anche una delle loro tessiture segrete. Dopo l'avvento del Drago Rinato e degli Asha'man, la situazione generale è però mutata radicalmente e quindi alcune Rosse, molto influenti, hanno deciso di rivedere la propria posizione nei confronti degli incanalatori maschi.
Il sistema di occhi-ed-orecchie (cioè di informazione e spionaggio) delle Rosse è ben sviluppato ma i suoi agenti sono soprattutto indirizzati a segnalare la presenza di uomini in grado di incanalare, quindi segnalare l'insorgere di caos o di tumulti o anche l'accadere di fatti stravaganti attribuibili all'uso improprio e pericoloso dell'Unico Potere.
Il difetto principale che si riscontra spesso, tra molte delle sorelle Rosse, è una certa avversione nei confronti del sesso maschile e tra di loro vi sono alcune sorelle che disprezzano totalmente gli uomini, ritenendo, a torto, che tutti i maschi, con il loro atteggiamento, siano in qualche modo responsabili della Frattura del Mondo; al contrario sembra che tra queste Aes Sedai sia spesso diffuso l'amore tra sole donne. Addirittura alcune esponenti dell'Ajah Rossa (come Elaida) pensano persino che gli uomini che possono incanalare, siano dei miscredenti, dannati dalla Luce per la loro malvagità. L'avversione verso i maschi però non deve essere presa come una regola generale, come dimostrano i casi di Toveine e Pevara. Altri atteggiamenti molto tipici delle Rosse sono anche la loro severità ed austerità e l'essere molto attente e ligie nel far rispettare le leggi.
Dato il loro atteggiamento verso gli uomini ed anche per antichissima tradizione ed a differenza di tutte le altre Ajah, non stupisce che le sorelle Rosse non leghino mai alcun Custode. Sempre per antica tradizione, all'interno dell'Ajah Rossa viene vivamente scoraggiato il mantenere l'amicizia con delle Aes Sedai appartenenti ad altre Ajah.
Nella politica interna della Torre Bianca, l'Ajah Rossa si trova solitamente schierata con le Grigie e con le Gialle, contro l'asse costituito da tempo da Azzurre, Verdi e Bianche, con le Marroni in una posizione equidistante. Negli ultimi tempi però questo sistema di alleanze tradizionali tra le Ajah è stato scardinato, inizialmente a vantaggio dell'Ajah Rossa e a svantaggio delle Azzurre, anche se poi, alla lunga ha provocato uno scisma tra le Aes Sedai.
Pur essendo l'Ajah più grande, la Rossa non è più riuscita, nell'arco degli ultimi mille anni (e fino ai tempi più recenti), a far eleggere un'Amyrlin Seat tra le proprie aderenti; questo può essere dovuto forse al fatto che questa Ajah rimane solitamente distante dalle altre, anche se Siuan Sanche ha attribuito questa presunta inadeguatezza delle sorelle Rosse per la carica di Amyrlin Seat, alle disastrose esperienze che si sono avute con due precedenti Amyrlin provenienti da questa Ajah; entrambe furono infatti pubblicamente deposte e quietate, gettando molto disonore e discredito su tutte le Rosse; l'ultima inoltre fu sostituita da un'Amyrlin proveniente dall'Ajah Azzurra, dando così origine all'inestinguibile inimicizia tra queste due Ajah.
Ad accrescere ulteriormente questa inimicizia, è capitato inoltre che all'incirca quindici anni prima dell'inizio della saga, la neoeletta Amyrlin Seat, Marith Jaen, proveniente dalle Azzurre, rimosse dalla loro posizione le tre Adunanti Rosse dell'epoca e quindi le inviò in esilio in tre diverse fattorie, a lavorare duramente; questo come monito e punizione per l'intera Ajah Rossa, resasi colpevole di molte domature illegali (tra queste, quella del nipote di Thom Merrilin) e forse anche perché giustamente si sospettava che l'Ajah era rimasta coinvolta nell'uccisione della precedente Amyrlin, Sierin Vayu.
Come detto le Rosse non legano mai alcun Gaidin; negli ultimi libri però, il capo dell'Ajah ed alcuni altri importanti esponenti delle Rosse, hanno riveduto radicalmente questo atteggiamento; fino alla fine della saga, non si saprà però se il loro intento di voler legare addirittura alcuni Asha'man come Custodi, così da tentare di controllarli, avrà successo o invece porterà ad un disastro.
Alla fine del Libro XII, quando Egwene viene riconosciuta Amyrlin Seat della Torre riunificata, nomina la rossa Silviana come sua nuova Custode degli Annali e le propone di aiutarla a sviluppare i nuovi obbiettivi per l'Ajah Rossa, perché se anche Saidin è stato purificato dal Drago Rinato, esistono comunque ancora molti modi impropri e pericolosi di usare l'Unico Potere e le Rosse potranno essere molto utili per vigilare, prevenire ed eventualmente punire questi usi scorretti.
Inoltre, sempre alla fine del Libro XII viene rivelato che le Sorelle Nere che si erano infiltrate in questa Ajah risultavano essere quasi cinquanta (per la precisione, negli elenchi di Verin, erano 48), cioè quasi un quarto dell'intera Ajah.

#### Ajah Verde
Lo scopo primario che l'Ajah Verde si è data negli ultimi tremiladuecento anni, è stato quello di preparare l'umanità all'Ultima Battaglia contro le forze dell'Ombra, di conseguenza questo compito è stato rivolto al preparare gli uomini a combattere e respingere costantemente gli avversari, annidati soprattutto nella Grande Macchia (al di là delle Terre di Confine), mettendosi alla guida degli eserciti che lottano contro la Progenie dell'Ombra o i Signori del Terrore. Per questo motivo, nel corso della storia della Torre Bianca, le sorelle Verdi sono state quelle che più di tutte si sono trovate in prima linea, nelle guerre sostenute contro i servi dell'Ombra ed in molti casi è stato proprio l'elevato numero dei loro Custodi a risultare davvero decisivo in molte importanti battaglie. Non stupisce quindi che l'Ajah Verde sia stata soprannominata “l'Ajah da Battaglia”, soprattutto a partire dal grande impegno da essa profuso nel corso delle cosiddette Guerre Trolloc.
Dal punto di vista del rapporto con gli uomini, si può affermare che le Verdi abbiano un atteggiamento completamente opposto rispetto a quello tipico di molte sorelle dell'Ajah Rossa; infatti le sorelle Verdi apprezzano ed amano gli uomini con molta passione e spesso esse legano a sé molti Custodi contemporaneamente, giungendo anche a sposarne alcuni. Dato questo atteggiamento di fondo, le Verdi in passato sono state spesso in contrasto con le Rosse e delle ottime alleate per le sorelle dell'Ajah Azzurra, ma i fatti più recenti (l'appoggio di due Adunanti Verdi alla deposizione di Siuan Sanche e all'elezione di Elaida come Amyrlin Seat) hanno un poco smentito questo comportamento. Tra i difetti maggiori che si riscontrano tra le Verdi, si possono segnalare la loro passionalità e focosità eccessive, che spesso le portano a perdere la classica calma da Aes Sedai ed a comportarsi in maniera arrogante, orgogliosa, impulsiva e prepotente. Tra i pregi delle Verdi si contano invece l'indubbio coraggio, il valore, la fierezza, la determinazione e la bellicosità.
Le Verdi di solito amano prendere il controllo delle situazioni e non sono molto brave nel nascondere le proprie emozioni. Le altre sorelle vedono le Verdi come frivole, soprattutto per la loro abitudine di portare vesti sgargianti e di mantenere così tanti Custodi contemporaneamente, e con i quali intrattengono spesso anche delle relazioni; inoltre le accusano di essere spesso troppo impulsive, troppo impegnate ad agire, piuttosto che a ragionare in modo ponderato su come affrontare una situazione; a questo proposito la Gialla Romanda ha detto esplicitamente di loro: le Verdi non hanno bisogno di molta intelligenza, solo di coraggio.
Il settore dell'Ajah Verde nella Torre Bianca risulta decorato vistosamente con quadri ed arazzi, che raffigurano celebri battaglie; inoltre armi ed armature fanno costantemente parte dell'arredamento, e spesso nei corridoi si possono vedere i loro Custodi impegnati negli allenamenti. L'organizzazione di occhi-e-orecchie delle Verdi risulta essere un sistema di informazioni e di spionaggio piuttosto vasto e ben organizzato, ma esso è orientato soprattutto verso questioni militari ed è localizzato in larga parte nelle Marche di Confine, da dove ci si aspettano delle incursioni della Progenie dell'Ombra.
Il capo dell'Ajah Verde viene chiamata The Captain-General (la Capitana Generale); questa funzione alla Torre Bianca è attualmente ricoperta da Adelorna Sedai, mentre presso le ribelli di Salidar questo compito era stato assunto da Myrelle Berengari. L'Ajah Verde risulta essere la seconda in grandezza come numero di sorelle dopo quella Rossa, ma per poco (vi appartengono circa il 18% delle sorelle, vale a dire tra le 170 e le 180 esponenti all'inizio della saga, poi ridottesi però a poche più di centoventi verso la fine), inoltre, nell'arco dell'ultimo millennio questa Ajah ha saputo far eleggere ben sette Amyrlin Seat tra le proprie appartenenti, risultando quindi terza dopo l'Azzurra e la Grigia (rispettivamente con undici e nove Amyrlin elette)
Alla fine del Libro XII si scopre che le Sorelle Nere che si erano infiltrate nell'Ajah Verde risultavano essere quasi quaranta, cioè quasi un quarto dell'intera Ajah.
Nel corso del Libro XIV l'Ajah Verde si specializza ulteriormente nell'apprendere e perfezionare le tessiture da battaglia, sfruttando le conoscenze delle Damane che sono state catturate durante il raid Seanchan sulla Torre Bianca.
Come detto, una delle particolarità che sicuramente caratterizza questa Ajah, rispetto a tutte le altre, è l'atteggiamento delle Verdi nei confronti dei Gaidin, partendo dal fatto che ne legano più di uno per volta. La maggior parte delle Verdi mantengono solitamente tra i due ed i quattro Custodi, ma se ne conoscono alcune che ne hanno mantenuti contemporaneamente persino cinque o sei. Può succedere però che alcune sorelle Verdi abbiano un solo Gaidin, ma in questo caso di solito è perché queste hanno una relazione stabile con lui o addirittura si sono sposate con lui (ed i rari casi in cui un'Aes Sedai si sposa, capitano perlopiù in questa Ajah). Comunque, anche quando non sono sposate, le Verdi vengono descritte così intime con tutti i loro Gaidin, quanto una donna lo è di solito con il proprio amante o marito. È da sottolineare invece come al contrario sia davvero inusuale che una Verde non abbia alcun Custode.
Moiraine ha sottolineato come le Verdi sembrino sempre alla ricerca di un nuovo Custode, valutando attentamente ogni uomo disponibile, che capiti loro di incontrare. Esse inoltre sono molto pignole e difficili nella scelta del loro primo Gaidin, che di solito è un uomo maturo ed esperto. In seguito, nella scelta di quelli successivi, tendono invece a scegliere uomini più giovani. La relazione tra un'Aes Sedai ed il suo Gaidin è sempre molto complessa, ma tra le Verdi lo risulta ancora di più, ed esse inoltre sembrano essere molto gelose e possessive nei confronti dei loro Custodi.
I Gaidin delle Verdi hanno inoltre l'abitudine di risiedere con loro, direttamente nel settore della Torre Bianca che è riservato a questa Ajah, contrariamente ai Custodi delle sorelle di altre Ajah, che invece di solito risiedono in città o negli alloggiamenti militari della Guardia, ai piedi della Torre. Le Sorelle delle altre Ajah prendono spesso in giro le Verdi a proposito di queste abitudini e loro, al contrario, sono divertite dal fatto che le altre Sorelle rifiutino di legare più di un Gaidin per volta, per non parlare di ciò che pensano delle Rosse, che non ne legano affatto.

#### Ajah Grigia
L'Ajah Grigia ha dedicato la sua esistenza alla Diplomazia, alla Giustizia e alla Giurisprudenza. Le sorelle di questa Ajah si occupano infatti principalmente dello studio approfondito delle leggi e dei costumi di tutte le nazioni, per poi offrirsi in qualità di consigliere politiche e di consulenti per la redazione di leggi equanime, per la stipula di trattati giusti e soprattutto nella mediazione, in caso di conflitto tra gli Stati. Le sorelle Grigie sono infatti molto apprezzate per la loro abilità diplomatica, per la loro indole paziente e persuasiva e per la capacità e la costanza nel sapere mediare tra le posizioni più estreme, sempre alla ricerca di un consenso ampio. In particolare, per ogni sorella grigia, diventa quasi una sfida personale il riuscire a fermare una guerra, perché ritengono: che ogni guerra fermata, comporta un aumento dell'influenza delle Aes Sedai nel mondo e al contempo un aumento dell'influenza dell'Ajah Grigia sulle altre Aes Sedai. Inoltre bisogna sottolineare come le Grigie prestino volentieri il loro servizio di mediazione anche alla gente comune, in tutte quelle occasioni di conflitto che possono capitare nella vita quotidiana (liti tra mercanti, questioni di eredità, stipula di contratti, ecc); un esempio di questo servizio viene rappresentato da Meidani Sedai, la quale nei suoi appartamenti nella Torre Bianca conserva moltissimi doni che ha ricevuto dalla gente comune, per i servigi che ha prestato loro.
Date queste attitudini, spesso sono proprio le Sorelle Grigie ad essere scelte quali consigliere o ambasciatrici, presso i sovrani ed i governanti. Sempre per queste loro qualità le Grigie risultano ottime anche come amministratrici e nelle attività politiche, infatti nell'ultimo millennio sono state capaci di far eleggere tra le proprie file un numero di Amyrlin Seat (ben nove Amyrlin Seat), che è secondo solo a quelle fatte eleggere dalle Sorelle Azzurre (con undici Amyrlin elette). Come detto molte nazioni si avvalgono della consulenza delle sorelle Grigie per redigere le loro leggi, o per stipulare i loro trattati, ma bisogna sottolineare come, tra i contraenti, spesso rimanga il dubbio che questi documenti, anziché tutelare esclusivamente i loro interessi, perseguano di frequente anche quelli della Torre Bianca e dell'Ajah Grigia. Infatti negli ultimi duemila anni, il fine più sentito e perseguito dalle sorelle di questa Ajah, è stato quello di riuscire a riunire tutte le nazioni della terra, in un'unica, grande alleanza contro le forze dell'Ombra, come era già avvenuto durante gli ottocento anni precedenti le Guerre Trolloc (con il cosiddetto Patto delle Dieci Nazioni che era stato sottoscritto proprio grazie alla mediazione di una mitica sorella Grigia), ma finora questo loro auspicio è sempre stato frustrato.
Solitamente le Sorelle Grigie sono alleate delle Rosse ed in contrasto con le Azzurre, ma il grado di inimicizia con l'Ajah Azzurra non è mai giunto al livello di quello delle Rosse. Per tradizione le sorelle Grigie legano un solo Custode per volta. Il sistema informativo di occhi-e-orecchie (cioè il sistema spionistico e di informazioni) delle Grigie è notevole, secondo solo a quello delle Azzurre, ed è orientato soprattutto nel seguire la politica estera delle varie nazioni. Il capo dell'Ajah Grigia viene chiamata The Head Clerk (Capo Cancelliere) e questa figura nella Torre Bianca è attualmente ricoperta da Serancha Colvine; invece tra il gruppo delle ribelli di Salidar si suppone che questa figura sia stata ricoperta da Beonin Marinye.
Dalla Guida si apprende che l'Ajah Grigia è la terza per grandezza, come numero di Sorelle che vi appartengono (con circa il 15% delle Aes Sedai, quindi poco meno di cento cinquanta esponenti).
In un suo discorso Yukiri Sedai ha rivelato che, per l'elezione di un'Adunante, solitamente le Grigie selezionano i nomi di due o tre sorelle, ritenute adeguate al ruolo e poi procedono ad un ballottaggio; dopo lo scisma che ha diviso le Aes Sedai però questa procedura non è stata seguita da parte del capo dell'Ajah, Serancha, che ha scelto personalmente la sostituta dell'Adunante ribelle, imponendo la nomina di Andaya Sedai.
Alla fine del Libro XII si scopre che le Sorelle Nere che erano riuscite ad infiltrarsi in questa Ajah risultavano essere più di trenta (ne vengono confermate 32 nel libro XIII), cioè poco più del 20%.
Nel corso del Libro XIV l'intera Ajah Grigia si specializza nello studio e perfezionamento delle Tessiture per Viaggiare e Yukiri scopre il modo per aprire portali in orizzontale oltre che in verticale.

#### Ajah Marrone
L'Ajah Marrone ha come suoi scopi primari la ricerca e la conservazione del sapere. In special modo per le sorelle di questa Ajah appare vitale la riscoperta delle conoscenze dell'Epoca Leggendaria, che sono andate in gran parte perdute con la Guerra dell'Ombra e la Frattura del Mondo. Di conseguenza negli ultimi tremila e duecento anni la responsabilità più sentita per le sorelle Marroni è stata la costruzione della Grande Biblioteca di Tar Valon, presso la Torre Bianca, la più grande ed importante al mondo. Insieme ai libri e ai documenti, anche la maggior parte degli strumenti che utilizzano l'Unico Potere ed i reperti ritrovati, sono un merito dell'Ajah Marrone, come anche la riscoperta di alcuni talenti nell’uso del potere. Altre attività tipiche delle sorelle Marroni sono quelle di interrogare i viaggiatori o, se possono, viaggiare esse stesse per il mondo, così da scoprire e catalogare nuovi tipi di piante, di minerali e di animali, o nuovi popoli, usi e costumi; vale a dire tutto quello che non sia stato ancora esplorato o conosciuto.
Le sorelle di questa Ajah hanno la caratteristica di apparire quasi sempre prese nei propri pensieri, quasi inconsapevoli o indifferenti a tutto ciò che accade loro intorno, ma non vanno troppo sottovalutate, perché spesso la loro aria trasognata nasconde una pericolosa prontezza d'acume. Anche le Marroni per tradizione legano un solo Custode alla volta. Assieme a quello delle Bianche il settore della Torre appartenente a questa Ajah è uno dei più semplici e spogli; difatti le sorelle marroni si distinguono facilmente perché non indossano quasi mai lussuosi abiti di seta o preziosi tessuti, come tutte le altre Aes Sedai, ma anzi, oltreché semplici, i loro abiti appaiono molto spesso trasandati e macchiati dall'inchiostro che adoperano spesso per scrivere i loro appunti. Per quanto concerne la politica interna alla Torre Bianca, bisogna ricordare che l'Ajah Marrone ha avuto un atteggiamento di equidistanza tra il blocco costituito da Azzurre-Verdi-Bianche contro quello di Rosse-Grigie-Gialle; negli ultimi secoli però questa Ajah ha avuto dei contrasti con l'Ajah Azzurra, ma mai al livello di inimicizia tra quest'ultima e l'Ajah Rossa. Il sistema di occhi-e-orecchie dell'Ajah Marrone (cioè il sistema di informazione e spionaggio) è abbastanza buono, ma gli agenti delle marroni, oltre che raccogliere informazioni, sono concentrati soprattutto nella ricerca di libri e reperti.
A capo dell'Ajah Marrone nella Torre Bianca si trova Jesse Bilal, detta Head Librarian (Capo Bibliotecario, nella Guida e nel glossario del Libro XIII però viene affermato che questa Ajah, diversamente da altre, venga retta in maniera più collegiale da un Consiglio anziché unicamente da una persona sola) mentre nel gruppo delle ribelli di Salidar si può supporre che questo ruolo sia stato assunto da Morvrin Sedai. Sempre secondo la Guida l'Ajah Marrone è la quarta per numero di Aes Sedai (raccogliendo circa il 14% di Sorelle, vale a dire circa 130-140 esponenti all'inizio della saga).
Alla fine del Libro XII si scopre che le Sorelle Nere che erano riuscite ad infiltrarsi in questa Ajah risultavano essere quasi trenta, cioè un quinto dell'intera Ajah.
Sempre alla fine dello stesso libro Verin esemplifica molto bene ad Egwene quali sono gli scopi della propria Ajah: "Ogni donna nella Marrone... cerca di produrre qualcosa di durevole. Ricerche o studi che siano significativi. Le altre sorelle ci accusano spesso di ignorare il mondo attorno a noi. Pensano che guardiamo solo all'indietro. Be' questo non è accurato. Se siamo distratte è perché guardiamo avanti, verso coloro che verranno. E le informazioni, le conoscenze che raccogliamo... le lasciamo per loro. Le altre Ajah si preoccupano di migliorare l'oggi; noi desideriamo rendere migliore il domani... ...un'Amyrlin dovrebbe essere ben armata con la conoscenza. Questo, fra tutte le cose, è il dovere più sacro di una Marrone: armare il mondo con la conoscenza".

#### Ajah Gialla
L'Ajah Gialla ha dedicato la sua esistenza alla Guarigione. Infatti un requisito ritenuto fondamentale per appartenere a questa Ajah, è quello di avere una buona predisposizione verso questo specifico talento nel gestire i flussi dell'Unico Potere. Con il trascorrere dei secoli tuttavia, le Gialle si sono però adattate a continuare la tradizione già affermata (quella piuttosto limitata e in certi casi più rischiosa, che prevede la guarigione con solo l'uso di Spirito, Acqua e Aria), e verso la ricerca perlopiù teorica, anziché sperimentare nuovi metodi e nuove tessiture più efficaci per guarire (e nonostante il loro proposito costitutivo, sia proprio questa ricerca di nuovi tipi di cure e di usi del potere, infatti per indole, come viene affermato da altre sorelle nei romanzi: le Gialle, se potessero, tenterebbero di guarire anche la morte). L'arrivo di Nynaeve e di altri, con i loro nuovi metodi di cura molto più efficaci (che prevedono l'utilizzo anche di Fuoco e Terra), hanno però dato nuovo slancio alle Gialle.
Bisogna però sottolineare come, nel corso del Libro XII, Suana Sedai, il capo di questa Ajah, invitando Egwene ad entrare in essa, abbia spiegato che non è tanto richiesto un grande talento nella guarigione, per aderire all'Ajah Gialla, quanto piuttosto la volontà impiegata per far funzionare ciò che è giusto, l'amore per far sì che le cose vadano bene, in particolare la passione dedicata nell'aggiustare tutto ciò che si è rotto (in quel caso intendeva gli sforzi mostrati da entrambe, nel cercare di ricomporre le divisioni tra le Aes Sedai all'interno e fuori dalla Torre).
Verso gli uomini le appartenenti a questa Ajah, hanno un atteggiamento molto simile a quello delle sorelle dell'Ajah Verde, tanto che alcune di esse arrivano a sposarsi, però, contrariamente alle Verdi, le Gialle hanno mantenuto la tradizione tipica della maggior parte delle Ajah, di legarsi con un solo Custode alla volta. Le Gialle sono inoltre conosciute per la loro natura piuttosto altera, a volte arrogante, testarda e presuntuosa, ma sono anche apprezzate perché sanno essere molto fedeli, battagliere e sicure di sé. Le Gialle inoltre amano di solito vestirsi in maniera molto vistosa e, assieme a quella delle Verdi, la zona della Torre assegnata all'Ajah Gialla, risulta essere una delle più decorate.
Nell'ultimo millennio le sorelle Gialle hanno avuto dei rapporti piuttosto buoni con l'Ajah Rossa, a cui sono state spesso alleate assieme a quelle dell'Ajah Grigia; al contrario i rapporti sono stati abbastanza tesi con le Azzurre, soprattutto in seguito ad un incidente accaduto in Altara, quando le sorelle delle due Ajah interferirono le une con i piani delle altre (ed in questa questione le Marroni appoggiarono le Azzurre contro le Gialle). Il sistema spionistico delle Gialle risulta uno dei più piccoli e meno efficienti, concentrato soprattutto nella ricerca di erbe e medicinali (un esempio di questo tipo di agenti è Ronde Macura che ha scoperto le proprietà della radice biforcuta) e nella segnalazione dello scoppio di epidemie. A capo dell'Ajah Gialla si trova la The First Weaver (La Prima Intessitrice) e nella Torre questo ruolo è stato assunto da Suana Dragand; invece, tra le Aes Sedai ribelli di Salidar, Romanda Cassin si è assicurata questa posizione, oltre che quella di Adunante. L'Ajah Gialla risulta quinta per numero di Aes Sedai che vi fanno parte (con circa il 12% di Sorelle, vale a dire poco meno di 120 esponenti).
Alla fine del Libro XII si scopre che le Sorelle Nere che erano riuscite ad infiltrarsi in questa Ajah risultavano essere più di venti.
Nel corso del Libro XIV la maggior parte delle Sorelle dell'Ajah Gialla si nascondono a Mayene, assieme a tutte le Ammesse e le Novizie; laggiù danno vita ad un enorme ospedale, per guarire i feriti dei vari campi di battaglia, trasferiti attraverso Portali per Viaggiare. Alcune Gialle però restano con l'Amyrlin Seat e partecipano alle varie fasi dell'Ultima Battaglia, tra queste trovano la morte in combattimento le due Adunanti Romanda e Doesine, che perciò presto dovranno essere sostituite.

#### Ajah Azzurra
L'Ajah Azzurra ha come scopo primario quello di promuovere la giustizia e le nobili cause, ciò significa che spesso le sorelle di questa Ajah girano per il mondo con i loro Gaidin, per intervenire nelle faccende umane tutte le volte ritengono sia giusto e nobile; se invece restano alla Torre, cercano di orientare la sua politica verso questi stessi obiettivi. L'Azzurra è l'Ajah che è stata meglio descritta dall'autore, perché infatti ne fanno parte diversi personaggi abbastanza importanti nel racconto. È la seconda Ajah più piccola come numero di Aes Sedai che vi appartengono (attorno all'11-12% del totale, vale a dire circa 115 esponenti all'inizio della saga), ma nonostante questo è stata forse la più influente nella storia recente della Torre Bianca.
Le sorelle Azzurre hanno la caratteristica di sommare nel bene e nel male alcuni dei tratti tipici delle sorelle di altre Ajah; ad esempio si può affermare che, come le Verdi e le Gialle, esse possano mostrarsi molto appassionate; ma di solito le Azzurre rivolgono questa loro passione unicamente verso le poche cause che ritengono realmente meritevoli; di conseguenza possono diventare fin troppo esclusive e selettive, così unicamente dedite alle proprie cause, da perdersi in esse (tanto è vero che le sorelle delle altre Ajah dicono spesso che le Azzurre: sono sempre così pronte a “salvare il mondo”, da perdere completamente la cognizione di sé stesse); perciò rischiano anche di risultare distanti e fredde, almeno quanto le Bianche, e soprattutto di sembrare delle spietate calcolatrici. Anche per ciò che riguarda il loro approccio verso gli uomini, esso è sempre finalizzato al raggiungimento dei propri scopi, quindi apprezzano gli uomini solo fintanto che questi condividono i loro obbiettivi e le aiutano nel realizzarli.
Presso le altre Ajah, le Azzurre sono abbastanza famose per la loro abilità nell'ordire piani, nello stabilire strategie, nell'intessere trame, spesso assai complicate, perciò vengono a volte definite dalle altre Aes Sedai come delle inguaribili intriganti; di conseguenza questa loro abilità, se da un lato risulta essere il loro maggior pregio, è al tempo stesso anche il loro peggior difetto, perché le fa guardare spesso con sospetto dalle altre sorelle, che, pur riconoscendo la nobiltà dei loro intenti, le possono vedere ugualmente come false, doppiogiochiste e senza scrupoli (senza scordare che a volte i loro piani complicati, possono prendere delle pieghe del tutto inaspettate, e quindi loro stesse ne possono restare danneggiate, come mostrano le vicende di Siuan Sanche). Nel corso del Libro XII Jesse Bilal, il capo dell'Ajah Marrone, ha inoltre sottolineato quanto le Azzurre possano diventare molto tenaci ed accanite, soprattutto quando vengono spinte con le spalle al muro.
L'Ajah Azzurra si fa vanto di saper sfruttare sempre al meglio le qualità particolari di ciascuno dei suoi membri, se ad esempio una sorella si dimostra portata nell'amministrazione, verrà sfruttata fino in fondo per questa caratteristica, un'abile diplomatica verrà usata come ambasciatrice dell'Ajah, un altro esempio è quello ancora di Siuan Sanche, che molto abile nel risolvere puzzle e intrighi, venne immediatamente impiegata nel servizio di spionaggio e di informazione, non appena ottenuto lo scialle. Comunque in generale si può affermare che le Azzurre, proprio come le Grigie, risultano grandi conoscitrici delle leggi, sono ottime come amministratrici ed inoltre sono molto abili nel gestire gli affari politici; infatti l'Ajah Azzurra è stata quella che, nell'arco dell'ultimo millennio, è riuscita a fare eleggere tra le proprie associate, il maggior numero di Amyrlin (ben undici) ed in un paio di casi, persino in successione (una cosa mai riuscita ad altre Ajah); di conseguenza, fino al colpo di Stato che ha portato alla deposizione di Siuan Sanche, l'Ajah Azzurra è stata perciò quella che probabilmente ha orientato maggiormente la politica della Torre Bianca.
Sempre da poco più di mille anni, per la precisione dal tempo della caduta dell'ultima Amyrlin Seat proveniente dall'Ajah Rossa, esiste una forte animosità tra le Azzurre e le Rosse e questa contrapposizione ha condizionato molto la vita interna della Torre; al contrario è invece sempre esistita una forte sintonia sia tra le Azzurre e le Verdi, che tra le Azzurre e le Bianche, tanto che spesso queste tre Ajah hanno stretto delle alleanze vincenti all'interno del Consiglio della Torre Bianca (ma entrambe queste alleanze sono venute meno di recente). Inoltre se solitamente le Bianche e le Verdi appoggiano le Azzurre, le Grigie e le Gialle sono generalmente più propense verso le Rosse, mentre le Marroni mantengono una posizione di equidistanza tra i due blocchi. L'Ajah Azzurra però ha avuto delle divergenze recenti sia con le Bianche, che con le Gialle, per eventi successi in Altara e su questa questione le Marroni hanno dato il loro appoggio alle Bianche contro le Azzurre, ma alle Azzurre contro le Gialle.
Nella Torre Bianca il settore delle Azzurre non risulta così vistosamente decorato come quelli delle Verdi e delle Gialle, ma sicuramente lo è maggiormente di quelli spogli e semplici delle Bianche e delle Marroni. Anche le Azzurre per tradizione legano un solo Custode alla volta ed inoltre è scoraggiato il matrimonio. L'Ajah Azzurra controlla il più efficiente e vasto sistema di occhi-e-orecchie (cioè di informazioni e di spionaggio) di tutte le Ajah, specializzato nel seguire e svelare gli intrighi politici di ogni nazione (Siuan Sanche, prima di essere eletta Amyrlin Seat, è stata a capo di questo servizio per molti anni). In Nuova Primavera, Moiraine ha mostrato due delle tessiture segrete dell'Ajah Azzurra: la prima serve per controllare gli insetti, la seconda induce il panico in un opponente.
Dopo essere stata eletta come Amyrlin Seat, la rossa Elaida ha abolito per vendetta l'Ajah Azzurra all'interno della Torre Bianca, mentre la quasi totalità delle Azzurre si rifugiava a Salidar per fondare una Torre Bianca in esilio, con molte sorelle provenienti dalle altre Ajah. Il capo dell'Ajah Azzurra viene detto First Selector (Prima Selezionatrice): al tempo dell'ottenimento dello scialle di Moiraine e Siuan questa figura fu rivestita da Eadyth Sedai; inizialmente, tra le rifugiate di Salidar, probabilmente questo compito è stato svolto da Anaiya o da Sheriam; dall'elezione di Egwene al'Vere ad Amyrlin Seat, dovrebbe essere stata Lelaine ad essersi assicurata questa posizione.
Alla fine del Libro XII si scopre che le Sorelle Nere che erano riuscite ad infiltrarsi in questa Ajah, risultavano essere più di venti (circa un quinto del totale).
In Nuova Primavera, quando Siuan Sanche e Moiraine Damodred vengono accolte tra le Azzurre, vengono anche mostrate alcune delle tradizioni e costumi tipici di questa Ajah.
- All'interno della Torre non si possono indossare abiti rossi, ma le gemme rosse, come i rubini, sono ammesse
- Ci si deve vestire completamente di blu o d'azzurro il primo giorno di ogni mese
- Quando si lascia Tar Valon vanno indossate calze blu
- Bisogna trattenersi dal matrimonio
- Bisogna accogliere le nuove sorelle Azzurre con un bacio di benvenuto quando entrano nell'Ajah la prima volta
- Le nuove sorelle Azzurre devono cucinare una torta per la sesta Azzurra che le bacia
- Le due più recenti e quindi presumibilmente giovani sorelle Azzurre, accolgono e guidano ogni nuova sorella Azzurra che si aggiunge all'Ajah.

#### Ajah Bianca
L'Ajah Bianca è la più piccola delle Ajah (all'inizio della saga vi appartiene all'incirca il 10-11% di Aes Sedai, vale a dire circa un centinaio di esponenti, poi ridottesi a poche più di una sessantina verso la fine); essa ha come suoi scopi primari lo studio delle leggi naturali, la ricerca della verità e la promozione delle scienze; la sete di conoscenza delle sorelle Bianche si concentra in special modo verso la speculazione teorica ed intellettuale e verso l'analisi filosofica, che le porta ad assumere uno stile di vita esemplare e morigerato, sottolineato da uno stretto rigore morale, in certi casi quasi ascetico. Alle sorelle delle altre Ajah, le Bianche appaiono quasi sempre fredde, distanti ed estremamente razionali, infatti molte di loro mostrano per natura delle menti spiccatamente logico-matematiche e nel corso degli anni, all'interno dell'Ajah, viene loro insegnato a distaccarsi sempre più dalle passioni, perché sono convinte che per meglio affrontare la lunghissima esistenza da Aes Sedai, sia meglio abbandonare le emozioni umane, per potersi meglio proteggere dai casi della vita ed affrontare con più dedizione il proprio servizio.
In generale la capacità di analisi delle Bianche, la loro stretta logica ed il loro rigore, risultano apprezzati dalle altre sorelle e spesso sono anche molto utili nella risoluzione di tanti problemi complessi, ad esempio nell'amministrazione di una grande metropoli come Tar Valon (un esempio di queste capacità viene mostrato nel Libro XI, quando due Bianche discutono sul teorema migliore per calcolare il tasso di deterioramento delle scorte di cibo della Torre Bianca, a causa del tocco del Tenebroso, così da poter calcolare anche quanto nuovo cibo deve essere importato per soddisfare il fabbisogno); inoltre il giudizio di una Bianca è sempre considerato il più imparziale e quello meno condizionato dai sentimenti, dagli interessi o da secondi fini; bisogna però anche dire, che non sempre queste sorelle sono adatte ad una comprensione adeguata di tutte le situazioni, infatti, ad esempio, la distanza delle Bianche dalle passioni umane, non permette loro di comprendere sempre appieno il comportamento degli altri (perciò vengono considerate dalle altre sorelle tutta logica e niente cuore).
Dato il loro disinteresse verso tutto ciò che è superfluo, il settore della Torre Bianca che appartiene alle Bianche risulta essere quello più spoglio e meno appariscente (assieme a quello delle Marroni): esso è sobriamente decorato con pannelli ed arazzi che rappresentano scene stilizzate di paesaggio, che ispirano serenità in chi le osserva. Spesso esse sono scene imbiancate dalla neve. I pannelli e le porte sono inoltre intarsiate o decorate d'argento. Un altro aspetto che sottolinea il carattere sobrio, austero e persino ascetico di questa Ajah, viene dal fatto che le Bianche usino vestirsi in maniera completamente candida, sebbene il bianco venga considerato il colore del lutto in tutto il continente in cui esse vivono; nonostante questo, queste Aes Sedai prediligono tanto il bianco che persino i ricami, che portano sulle vesti e sullo scialle, sono spesso dello stesso immacolato colore.
L'Ajah Bianca è quella con meno Aes Sedai che viaggiano lontano da Tar Valon e per tradizione anche le Sorelle di questa Ajah, legano un solo Custode alla volta; ovviamente nella loro scelta di un Custode vengono guidate solo dagli aspetti pratici, contrariamente ad esempio ad una Sorella Verde che invece sceglierebbe il suo Custode soprattutto in base al rapporto umano che potrebbe instaurarsi tra di loro (comunque, poiché non molte Bianche si allontanano spesso dalla Torre Bianca, sono altrettanto poche quelle che hanno la necessità di mantenere un Custode). La Bianca è inoltre l'unica Ajah a non avere organizzato un proprio servizio di "occhi ed orecchie" (cioè un servizio di informazioni e spionaggio), anche se ciò non esclude che alcune delle sue esponenti abbiano creato un proprio efficiente servizio personale di agenti.
Tradizionalmente le Bianche hanno pessimi rapporti con l'Ajah Rossa e di conseguenza appoggiano le Azzurre, però la recente elezione di Elaida ad Amyrlin Seat e la nomina di una Bianca, Alviarin, come sua Custode degli Annali, hanno riavvicinato molto le posizioni tra queste due Ajah (a discapito di quella Azzurra). A capo dell'Ajah Bianca si trova the First Reasoner (la Prima Ragionatrice), nella Torre Bianca questo compito è stato assunto da tempo da Ferane Neheran, mentre tra le ribelli di Salidar, Carlinya probabilmente ricopriva questo ruolo.
Il recente riavvicinamento e poi l'alleanza della Bianca con l'Ajah Rossa, grazie ad Alviarin, ha comportato che le Bianche inviassero a Cairhien, per catturare il Drago Rinato, il secondo gruppo più consiste di Aes Sedai, ben dodici Bianche, che perciò sono state quasi tutte catturate nella battaglia dei Pozzi di Dumai. Questo disastro, i litigi sorti tra tutte le Ajah e poi la successiva rimozione di Alviarin dal suo ruolo di Custode, hanno come conseguenza riaperto il solco tra le Bianche e le Rosse.
Nel prologo del Libro X viene affermato che in quel momento, alla Torre Bianca erano rimaste presenti appena venti sorelle dell'Ajah Bianca, se a queste si aggiungono le dodici Bianche inviate a Cairhien per rapire il Drago Rinato, più Ayako, l'unica Bianca inviata alla Torre Nera nella spedizione di Toveine Gazal, si scopre che almeno 33 Bianche (cioè circa 1/3 dell'Ajah), in seguito allo Scisma, avevano deciso di rimanere alla Torre e di appoggiare le pretese di Elaida. Quindi che circa un altro terzo aveva aderito alla ribellione e la restante parte aveva optato per la neutralità.
Alla fine del Libro XII si scopre che le Sorelle Nere che erano riuscite ad infiltrarsi in questa Ajah, risultavano essere poche meno di venti.

#### Ajah Nera
L'Ajah Nera è un'organizzazione segreta, posta al servizio del Tenebroso e che si è formata e sviluppata tra le Aes Sedai della Torre Bianca.
Ishamael, nel corso del II libro, ha rivelato a Rand al'Thor, come fece nascere quest'Ajah: Duemila anni fa ho lanciato i miei Trolloc attraverso il mondo, seminando distruzione e persino tra le Aes Sedai ho trovato quelle che conoscevano la disperazione, che sapevano che il mondo non poteva resistere di fronte alla potenza di Shai'tan; per duemila anni l'Ajah Nera si è diffusa in mezzo alle altre, non vista tra le tenebre.
Per tutelare la propria segretezza, l'Ajah Nera è organizzata in "cuori" composti ciascuno da tre membri, i componenti si conoscono tra di loro e ciascuno di essi è a conoscenza di un membro appartenente ad un altro "cuore", ma del quale le altre due non sono a conoscenza, di modo che ciascuna sorella conosca al massimo altre tre nere. Quindi i capi dell'organizzazione e la maggior parte delle altre sorelle nere, restano celati alla quasi totalità delle appartenenti. Le sorelle nere, usando la Verga dei Giuramenti, devono inoltre sciogliersi dai tre classici giuramenti da Aes Sedai e compierne tre nuovi, rimasti sconosciuti, anche se pare che uno di essi le obblighi a mantenere il segreto su tutto ciò che riguarda l'Ajah Nera stessa.
L'Ajah Nera è governata da un Supremo Concilio composto da tredici membri; a parte il capo dell'Ajah ed il suo vice, anche queste sorelle non si conoscono tra di loro, perché si presentano alle riunioni incappucciate e con la voce contraffatta. Le sorelle dell'Ajah Nera vengono convocate o portate di fronte al Concilio solo in tre casi: se devono essere ricompensate ed onorate, se devono essere loro affidate missioni molto importanti, o se devono essere giudicate. In quest'ultimo caso la sorella viene costretta ad entrare in un circolo e interrogata o punita con l'Unico Potere. Attualmente il capo dell'Ajah Nera è Alviarin Sedai che conosce a memoria il nome tutte le sorelle nere e che custodisce i segreti dell'organizzazione nella sua stanza, in cofanetti altamente protetti dall'Unico Potere. Alviarin venne scelta personalmente da Ishamael, dopo che questi uccise Jarna Malari, la precedente sorella a capo delle nere. Solo tre sorelle nere nel Supremo Concilio sono a conoscenza dell'identità del capo dell'Ajah, una di queste è Galina, che era seconda in comando e perciò fungeva anche da vice di Alviarin. Nel libro XII viene svelato che anche Sheriam Sedai era nel gruppo dirigente delle Nere.
Moiraine e Siuan avevano iniziato a contrastare segretamente l'Ajah Nera sin dal momento in cui divennero Aes Sedai; anche Cadsuane ha affermato nel libro VII di essere giunta molto vicina a smantellarla, ma senza successo; Siuan inoltre aveva incaricato Elayne, Nynaeve ed Egwene di dare la caccia ad un gruppo di Nere guidate da Liandrin; infine l'esistenza di questa Ajah era stata scoperta all'interno della Torre Bianca, anche da un gruppo di coraggiose Adunanti (Seaine, Pevara, Doesine, Yukiri e Saerin), che si era messo segretamente alla caccia delle sorelle Nere e ne aveva catturate diverse. Ma tutti questi tentativi alla fine erano approdati ad un punto di stallo.
Nel corso del Libro XII, l'Ajah Nera viene infine definitivamente rivelata pubblicamente ed inizia il suo smantellamento tra le Aes Sedai legate alla Luce; si scopre tra l'altro che il numero di Aes Sedai coinvolte, toccava addirittura le duecentodieci esponenti. Questo avviene grazie a Verin Sedai, che venne costretta ad aderire forzatamente all'Ajah Nera per poter sopravvivere, ma dal suo interno aveva continuato ad aiutare le forze della Luce, inoltre nell'ora della sua morte ha rivelato ad Egwene tutti quei segreti dell'Ajah Nera, che aveva raccolto pazientemente per oltre settanta anni, compreso un elenco quasi completo di tutte le Nere. Complessivamente però circa sessanta delle Nere che erano presenti a Tar Valon ed una ventina tra le ribelli, sono riuscite a fuggire, prima di venire arrestate. Inoltre circa un altro terzo delle nere non si trovava né dentro la Torre Bianca, né tra le ribelli: ciò significa che finora circa centocinquanta sorelle Nere sono riuscite a scampare all'arresto. A queste poi si dovranno anche aggiungere le circa cinquanta Aes Sedai che più recentemente sono state convertite forzatamente all'Ombra attraverso i cerchi misti di 13 incanalatori e 13 Fade.
Alla fine del libro undicesimo, le Sorelle Nere di cui era stata rivelata ai lettori la vera appartenenza, erano appena ventisei (per l'esattezza erano: cinque Verdi e cinque Grigie, quattro Bianche e tre per ciascuna delle restanti Ajah). Ma poi già nel Libro XII, grazie a Verin l'intera Ajah Nera viene resa pubblica ed inizia il suo smantellamento, i nomi rivelati direttamente ai lettori arrivano a quarantatré, mentre viene scoperto che tutte le Sorelle Nere, nel loro complesso, erano addirittura più di duecentodieci. Esse si erano distribuite equamente in tre gruppi di circa una settantina di membri ciascuno (cioè tra le ribelli, tra quelle rimaste dentro alla Torre e tra quelle che apparentemente non avevano preso una posizione). L'elenco quasi completo, che è stato stilato da Verin e poi consegnato ad Egwene, mostra che le Nere erano distribuite in proporzione alla grandezza di ciascun'Ajah (per la precisione: quarantotto Rosse, trentotto Verdi, trentuno Grigie, ventotto Marroni, ventuno Gialle, ventuno Blu, diciassette Bianche), cioè all'incirca tra 1/4 ed 1/5 dei membri di ciascun'Ajah; a queste vanno poi aggiunte altre 4 o 5 che vengono scoperte grazie alla Verga dei Giuramenti. Tra le ribelli più di una cinquantina sono state arrestate e poi giustiziate, mentre le altre (poche meno di venti) sono riuscite a scappare; all'interno della Torre Bianca invece, la maggior parte delle Nere (circa sessanta) sono riuscite a fuggire; ciò significa che se esse non verranno catturate prima, tra le centoquaranta e le centocinquanta sorelle Nere potranno partecipare all'Ultima Battaglia al fianco del Tenebroso.
Nel corso del Libro XIV viene confermato che la maggior parte delle Aes Sedai che erano presenti alla Torre Nera, sono state convertite forzatamente all'Ombra, attraverso dei cerchi misti, composti da 13 incanalatori e 13 Fade. Le sorelle Convertite di cui si conosce il nome sono:
- Ayako Norsoni dell'Ajah Bianca, convertita assieme al suo Asha'man Donalo Sandomere
- Desala Nevanche dell'Ajah Rossa
- Jenare dell'Ajah Rossa, convertita assieme al suo Asha'man Welyn Kajima
- Jezrail dell'Ajah Rossa
- Melare dell'Ajah Rossa
- Tarna Feir dell'Ajah Rossa
- Toveine Gazal dell'Ajah Rossa

### Capi delle Ajah
I Capi delle Ajah sono delle Aes Sedai che sono state scelte per guidare ciascuna delle società in cui le Aes Sedai si sono suddivise. Il loro potere può variare molto all'interno di ciascuna Ajah: da quello di un sovrano quasi assoluto, a quello di chi presiede invece un gruppo dirigente di tipo collegiale. Solitamente i capi delle Ajah sono delle esperte ex Adunanti, le quali in precedenza avevano ricoperto quest'ultimo incarico per diversi decenni.
Nell'Ajah Rossa Capo viene definito l'Altissima, ed ha un potere sovrano quasi assoluto su tutti gli altri membri. Tra le altre cose pare che sia l'Altissima a scegliere di persona chi possa ricoprire il ruolo di Adunante e sostituire un'Adunante con un'altra, a suo piacimento. Negli ultimi quindici anni Galina Casban è stata il Capo di questa Ajah (oltre che vice Capo di quella Nera), dopo la Battaglia dei Pozzi di Dumai Galina è scomparsa (imprigionata dagli Shaido) e quindi è stata ritenuta deceduta, perciò al suo posto è stata eletta Tsutama.
Il Capo dell'Ajah Verde viene chiamata Capitano Generale. Negli ultimi decenni questo ruolo è stato assunto da Adelorna, che in precedenza era già stata Adunante per molti anni. In seguito alla ribellione che provoca uno scisma tra le Aes Sedai della Torre e le ribelli radunate a Salidar, si viene a sapere da Elayne che Myrelle è stata eletta come Capitano Generale delle Verdi ribelli.
Nell'Ajah Grigia il Capo viene definito Capo Cancelliere e questo ruolo attualmente viene svolto da Serancha Sedai, che in precedenza era già stata Adunante per diversi decenni. A Salidar si suppone invece che sia stata Beonin a capo delle Grigie ribelli. Come nella Marrone sembra che tra le grigie il Capo non abbia un potere completamente assoluto, perché ad esempio le Adunanti vengono scelte per elezione, attraverso un ballottaggio tra le candidate selezionate.
Nell'Ajah Marrone si sa che il ruolo di capo è meno assoluto che altrove, e quindi che il potere viene esercitato in maniera più collegiale, rispetto ad altre Ajah. Ciò però non ha impedito all'attuale Capo, Jesse di imporre la sua volontà in più di una circostanza. Il capo delle Marroni viene detta Prima Bibliotecaria. Tra le ribelli di Salidar si può supporre che fu Morvrin a diventare capo tra le Marroni.
Il capo dell'Ajah Gialla viene chiamata Prima Intessitrice. Negli ultimi decenni questo ruolo è stato assunto da Suana, che in precedenza era già stata un'Adunante, prima di lei Romanda era stata a capo delle Gialle. In seguito alla ribellione che provoca uno scisma tra le Aes Sedai della Torre, fedeli ad Elaida, e quelle che le si oppongono, radunate a Salidar, si viene a sapere che Romanda, ritornata dal suo ritiro per anzianità, si sia fatta rieleggere sia come Adunante, che come capo dell'Ajah tra le Gialle ribelli. In seguito alla riunificazione si può presumere che Suana sia rimasta l'unico capo, mentre Romanda abbia mantenuto solo il ruolo di Adunante.
Il Capo dell'Ajah Azzurra viene detta Prima Selezionatrice. Durante il prequel Nuova Primavera il capo delle Sorelle Azzurre fu Eadyth, che era un'Aes Sedai già parecchio anziana a quell'epoca. In seguito non è stato più esplicitamente detto da chi sia stata sostituita, anche se appare abbastanza ovvio dalla narrazione, che questo ruolo probabilmente sia stato assunto prima da Anaiya e dopo la morte di quest'ultima, da Lelaine o Maigan.
Nell'Ajah Bianca il Capo viene definito Prima Ragionatrice. Negli ultimi decenni questo ruolo è stato assunto da Ferane Sedai, anche in questo caso un'esperta ex Adunante. A Salidar invece si suppone che a Capo delle Bianche fosse stata posta Carlinya.
Durante il prequel "Nuova Primavera" il Capo delle Sorelle Nere fu Jarna Malari, che era anche un'Adunante dell'Ajah Grigia, la quale fu eliminata in maniera atroce da Ishamael per aver osato ordinare delle esecuzioni senza consultarlo, mettendo così a rischio la sicurezza dell'intera organizzazione. Subito dopo il Reietto scelse personalmente Alviarin dell'Ajah Bianca, quale sostituta di Jarna.
Nel Libro XII viene svelato che i Capi delle Ajah che si erano scisse, cioè Verde, Grigia, Marrone, Gialla e Bianca (quindi rispettivamente Adelorna, Jesse, Serancha, Suana e Ferane) erano state colte completamente di sorpresa dal colpo di stato guidato da Elaida, che aveva portato alla deposizione dell'Amyrlin Siuan Sanche. Come anche che erano state colte totalmente alla sprovvista dalla reazione sanguinosa seguita a questo atto, da parte delle Azzurre e di altre Aes Sedai. Un'azione che aveva comportato l'esilio a Salidar dell'intera Ajah Azzurra e di moltissime altre Aes Sedai ribelli, provocando quindi un vero e proprio scisma con quelle rimaste dentro alla Torre Bianca. I Capi di queste cinque Ajah decisero perciò di incontrarsi segretamente, per cercare di porre un rimedio a questa situazione incresciosa, cercando nel frattempo di riservare a sé stesse una maggiore porzione di potere, manovrando il Consiglio della Torre, ed attraverso di esso Elaida, che era stata eletta Amyrlin Seat al posto di Siuan. Anzitutto le cinque inviarono a Salidar un'Adunante appartenente a ciascuna delle proprie Ajah, per cercare di placare gli animi e tentare una rappacificazione con le Azzurre e le altre ribelli. Inoltre procedettero a sostituire le Adunanti recatesi a Salidar con delle sorelle più giovani e quindi da loro ritenute più facilmente manovrabili, oppure sostituendole loro stesse dentro al Consiglio (come nei casi di Suana e Ferane). La nomina di Adunanti troppo giovani, o il fatto che ex Adunanti tornassero ricoprire il loro ruolo, era però un fatto alquanto inconsueto, tanto da essere notato da Siuan tra le ribelli e da altre Adunanti rimaste nella Torre. Inoltre le loro riunioni non erano rimaste del tutto segrete, tanto da aver fatto venire molti sospetti tra coloro che le avevano notate, tra i quali i capi dell'Ajah Nera. Ad ogni modo il loro piano per riunificare le Aes Sedai e controllare la Torre non ebbe alcun successo. Le Adunanti recatesi a Salidar, volenti o nolenti furono costrette ad adeguarsi alla situazione, e nonostante il loro impegno ad evitare azioni divisive, non riuscirono ad impedire la dichiarazione di guerra ad Elaida e l'inizio di un efficacissimo assedio a Tar Valon. Dentro alla Torre invece il comportamento stupidamente dispotico di Elaida impedì ai capi di dirigere la situazione, mentre nel frattempo ebbero molto successo le azioni compiute da Alviarin, per provocare un'inimicizia inestinguibile tra le Ajah stesse. Perciò, dopo il disastroso raid Seanchan contro la Torre e la cattura di Elaida, i cinque capi, riunitisi di nuovo in gran segreto, decisero di abbandonare il loro complotto e di favorire l'elezione di Egwene come Amyrlin Seat della Torre riunificata.
Le Aes Sedai che si assunsero inizialmente la guida delle ribelli furono sei Sorelle, che andarono a formare il cosiddetto "Consiglio di Salidar" come viene descritto a partire dal Libro V. Esse erano: Sheriam e Anaiya per le Azzurre, Carlinya per le Bianche, Myrelle per le Verdi, Morvrin per le Marroni e Beonin per le Grigie. Ad esse si aggiunse presto anche Siuan, ma data la sua posizione inferiore, quest'ultima fu più tenuta come esperta consigliera, piuttosto che come una leader aggiuntiva. Dalla sua posizione di consigliera apparentemente sottomessa e grazie alle sue conoscenze su alcuni importanti network spionistici, Siuan riuscì però a manipolare le sei leader, fino ad indurle a formare un nuovo Consiglio della Torre in esilio, che eleggesse una nuova Amyrlin nella figura di Egwene al'Vere. Verso questi obbiettivi le sei leader furono però manovrate anche dall'Ajah Nera, perché questi obbiettivi potevano adattarsi anche agli interessi dei Reietti, nel cercare di creare una frattura insanabile tra le Aes Sedai (infatti in seguito si scopre che Sheriam stessa era addirittura una dei dirigenti dell'Ajah Nera). Dopo questi eventi però, le sei leader videro diminuire poco alla volta il loro potere e la loro influenza; anzitutto giunsero a Salidar le due potenti ed esperte Adunanti Lelaine e Romanda le quali cominciarono ben presto a contendersi la guida delle ribelli e a controllare una porzione del Consiglio; poco dopo la stessa Egwene, dimostrandosi tutt'altro che un fantoccio nelle mani delle sei leader, una volta scoperti i loro segreti, arrivò a costringerle a giurarle fedeltà e quindi ad obbedirle. Si sa per certo che tra le sei leader, Myrelle divenne per certo il capo della sua Ajah (ovviamente solo tra le ribelli) e che lo stesso valeva quasi certamente anche per Anaiya; ciò lascia supporre che lo stesso valesse anche per le altre, ad eccezione di Sheriam, che pur essendo più forte di Anaiya, la trattava con rispetto.

## Asha'man
Gli Asha'man costituiscono una organizzazione di uomini che possono incanalare l'Unico Potere.
Nel corso del VI libro della Saga (Il signore del caos) il Drago Rinato proclama un'amnistia nei confronti di tutti i maschi in grado di incanalare (che in precedenza erano ritenuti fuorilegge in tutti i paesi e soggetti alla cattura e alla domatura da parte delle Aes Sedai, soprattutto quelle dell'Ajah Rossa), purché essi si presentino da lui per essere addestrati a combattere in vista dell'Ultima Battaglia contro le forze dell'Ombra. Egli fonda quindi una scuola di addestramento affidandone la direzione all'ex Falso Drago Mazrim Taim e decidendo di chiamare Asha'man i partecipanti all'organizzazione stessa. Il termine Asha'man nella lingua antica significa in senso stretto "guardiano" o "difensore", ma il Drago Rinato indirizza il loro compito verso quello di combattenti di una giusta causa. L'organizzazione può essere paragonata sotto certi aspetti a quella delle Aes Sedai, ma vista la sua recente istituzione e l'approssimassi dell'Ultima Battaglia, l'addestramento degli Asha'man avviene in maniera molto più forzata, accelerata e pericolosa, il che comporta un considerevole numero di perdite nei loro ranghi. Gli Asha'man hanno il loro quartier generale presso una vecchia fattoria nei pressi di Caemlyn, nel regno di Andor, una tenuta che è stata da loro trasformata rapidamente in una vera e propria fortezza. Gli Asha'man hanno ribattezzato la loro sede come Torre Nera, quasi a significare una sua contrapposizione nei confronti della Torre Bianca delle Aes Sedai. Inoltre hanno nominato Mazrim Taim come M'Hael, che nella lingua antica vuol dire comandante. Tra gli Asha'man esistono due forti fazioni: una è legata a Mazrim Taim, un amico delle tenebre sotto copertura, che si occupa personalmente di addestrare i suoi seguaci; l'altra invece è capeggiata da un altro ex Falso Drago, Logain Ablar, che pur avendo delle ambizioni personali, resta comunque legato alle forze della luce.
I ranghi tra gli Asha'man sono tre:
1. Soldato. È il primo rango e comprende tutti quelli che hanno iniziato l'addestramento; non viene distinto da alcun segno di riconoscimento particolare, se non che tutti gli Asha'man vestono di nero con una giacca dal collo alto. Equivale al rango di novizia alla Torre bianca
2. Dedicato. È il secondo rango, che raggruppa coloro che hanno raggiunto un buon grado di addestramento nell'uso di Saidin. Vengono distinti da una spilla d'argento a forma di spada, portata sul colletto della giacca. Equivale al rango di ammessa alla Torre bianca
3. Asha'man propriamente detto. È il grado di chi ha completato l'addestramento; essi vengono distinti da una spilla d'oro smaltata di rosso, con la forma di un drago sinuoso, cioè il simbolo del Drago Rinato; essa viene appuntata sull'altro lato del colletto della loro giacca. Equivale al rango di Aes Sedai alla Torre bianca

Gli Asha'man dimostrano la loro grande capacità per la prima volta alla fine del VI libro, quando Mazrim Taim li guida vittoriosamente alla liberazione del Drago Rinato, nel corso della battaglia dei Pozzi di Dumai. In seguito, sullo stesso campo di battaglia, il Drago Rinato ne sceglie personalmente nove tra di loro, affinché lo accompagnino come guardie del corpo e come collaboratori. Il primo a dimostrare singolarmente le sue capacità è Damer Flinn, che presenta un talento nelle Tessiture di Guarigione non inferiore a quello di Nynaeve; grazie a questo talento Damer aiuta a fermare in maniera determinante la propagazione del male, inferto al Drago Rinato dal Pugnale contaminato di Shadar Logoth, usato contro di lui da Padan Fain. Subito dopo gli stessi nove Asha'man sono elementi importanti per la conquista di Illian da parte di Rand al'Thor.
Nei libri seguenti centinaia di Asha'man vengono impiegati per respingere l'avanzata dei Seanchan in Altara e verso Illian. Al suo ritorno a Cairhien però Rand subisce un attentato da parte di alcuni Asha'man traditori, a cui sfugge per poco grazie al suo essere Ta'veren. Mentre Rand è impegnato nella caccia di questi traditori, giungendo fino nella strana città di Far Madding, Logain Ablar, guarito dalla domatura da Nynaeve, fugge da Salidar con l'aiuto di Egwene e raggiunge la Torre Nera, dove diventa un Asha'man a tutti gli effetti ed inizia a capeggiare una fazione ostile a Mazrim Taim. Nel frattempo la spedizione di Elaida per distruggere la Torre Nera, formata da cinquanta sorelle capeggiate da Toveine Gazal, fallisce la sua missione, e tutte queste sorelle vengono legate come Custodi dai membri della fazione di Logain. Mentre avvengono questi fatti, gli Asha'man rimasti a Cairhien e fedeli a Rand (Jahar Narishma, Damer Flinn ed Eben Hopwil), temono di venire accusati a loro volta di tradimento e perciò vengono ricattati da Cadsuane, che li convince a farsi legare come Custodi da alcune Aes Sedai sue amiche: inizia così un inaspettato e felice connubio. In seguito questi stessi tre Asha'man, al seguito di Rand e Cadsuane, dimostrano ancora una volta la loro fedeltà ed efficacia partecipando alle difese contro i Reietti, durante la battaglia per la Pulitura di Saidin.
Nei libri successivi un gruppo di Asha'man, guidati da Logain e accompagnati da alcune sorelle a loro legate, raggiunge Rand nell'est di Tear, dove tutti assieme partecipano alla battaglia contro le orde Trolloc nella tenuta Pendaloan; infine alcuni di essi vengono selezionati per accompagnano il Drago Rinato all'incontro con la Figlia delle Nove Lune, che è in realtà una trappola ordita da Semirhage. Nel frattempo viene rivelata l'appartenenza di Mazrim Taim agli Amici delle Tenebre, mentre le Aes Sedai ribelli accettano l'alleanza con la Torre Nera, proposta da Rand attraverso Jahar e Merise Sedai. Nell'epilogo del libro XI anche l'Ajah Rossa decide di proporre agli Asha'man di essere legati come Custodi, perciò invia alla Torre Nera una delegazione guidata da Pevara Sedai. Nel Libro XII molti Asha'man vengono spostati in Illian ed Arad Doman per prevenire l'avanzata dei Seanchan e poi parecchi di questi ultimi vengono ricollocati al confine della Macchia, agli ordini del gran capitano Rodel Ituralde, dove contribuiscono in maniera determinante alla Battaglia di Maradon.
Nel frattempo, durante il Libro XIII, alla Torre Nera la situazione sembra diventare sempre più cupa: i fedeli di Taim aumentano velocemente il loro numero e la loro influenza, mentre la loro potenza e le loro capacità crescono in modo molto sospetto; intanto l'M'hael ha proibito a chiunque di uscire dal perimetro della Torre, senza il suo permesso; inoltre una Dreamspike è stata piazzata sopra la Torre, impedendo l'apertura di Passaggi, perciò la possibilità di fuggire per gli amici di Logain e per le Aes Sedai presenti (quelle del gruppo di Pevara e quelle legate contro la loro volontà); sembra infine che vi siano state alcune conversioni forzate all'Ombra (Tarna Feir e Mezar Kurin).
Nel Libro XIV i sospetti vengono confermati: Taim e i suoi Signori del Terrore, convertono con la forza all'Ombra gli incanalatori fedeli alla Luce ed inoltre hanno catturato anche Logain e diversi dei suoi amici. Androl e Pevara guidano la resistenza: tentano di liberare Logain, vengono catturati, ma alla fine riescono a liberarsi, anche grazie alla ribellione della gente della Torre Nera, che quindi torna alla Luce.

### Numeri
Nell'VIII libro viene riferito per la prima volta il numero esatto di Asha'man reclutati fino a quel momento: 322 Soldati, 97 Dedicati e 29 Asha'man propriamente detti, per un totale di 448 uomini (pari a quasi la metà delle Aes Sedai esistenti a quel momento). Grazie però al grande successo nel reclutamento degli incanalatori, nei capitoli successivi viene supposto che il loro numero raddoppierà prima dell'Ultima Battaglia. Nell'epilogo del Libro XI viene svelato che almeno un centinaio di Asha'man sono fedeli alla fazione di Mazrim Taim e quindi da considerare Amici delle Tenebre.

### I nove Asha'man della scorta di Rand
Alla fine della Battaglia dei Pozzi di Dumai, il Drago Rinato sceglie personalmente nove Asha'man, che gli facciano da scorta e da attendenti; alcuni restano quasi sempre con lui, ad assisterlo in varie occasioni; altri vengono invece mandati ad occuparsi di speciali missioni, mentre due vengono lasciati come aiuto a Perrin Aybara, nel suo viaggio al sud. Le persone che Rand sceglie con effetto ta'veren però, non sono quelle che gli vengono proposte da Mazrim Taim. Entro la fine del Libro XIII, solo cinque di questi nove, sono sopravvissuti. I nove sono: Corlan Dashiva, Jahar Narishma, Damer Flinn, Eben Hopwil, Fedwin Morr, Jur Grady, Fager Neald, Karldin Manfor e Jonan Adley.

## Amici delle Tenebre
Gli Amici delle Tenebre sono persone apparentemente normali, che però segretamente sostengono il Tenebroso, che essi chiamano il Gran Signore dell'Oscurità.
Nella lingua antica il nome degli Amici delle Tenebre era Atha'an Shadar, che tradotto letteralmente significa gente dell'oscurità. Essi si trovano in ogni nazione ed in tutti gli strati sociali, dai mendicanti ai nobili di rango più alto. Essi sono convinti che un giorno l'Ombra trionferà e quel giorno otterranno grandi benefici. Vengono attentamente selezionati tra coloro che non si fanno alcun scrupolo morale nel far del male agli altri, pur di ottenere i propri obbiettivi.
La loro lealtà nei confronti dell'Oscuro Signore è molto labile, infatti essi si sono votati a lui unicamente per trarne vantaggi personali, alcuni desiderano solo ricchezza e potere, o l'immortalità che è stata loro promessa, ma alcuni dei Reietti hanno sognato perfino di sostituire il Tenebroso stesso.
I loro ranghi non seguono gli stessi stabiliti nella società in cui vivono, tanto che i nobili a volte sono costretti ad obbedire a popolani di infimo grado. Sono tutti tenuti in riga sotto la minaccia di atroci punizioni, tanto che tra di loro, la tortura, le mutilazioni e l'assassinio, sono considerate pratiche più che abituali.
Gli Amici delle Tenebre seguono solo indirettamente le direttive del Tenebroso, poiché la quasi totalità tra di loro non comunica direttamente con lui e ben pochi hanno pronunciato il loro giuramento presso il Pozzo del Destino, a Shayol Ghul.
Essi non si riferiscono mai al Tenebroso con il suo vero nome, Shai'tan, perché lo considererebbero blasfemo.
Gli Amici delle Tenebre che si trovano più in alto nella gerarchia sono ovviamente i Prescelti, vale a dire i Reietti, incanalatori dell'Epoca Leggendaria e di enorme potere, che dopo circa tremila anni si sono risvegliati dal loro sonno e sono usciti dalla prigione di Shayol Ghul dove erano stati relegati.
Durante le Guerre Trolloc gli incanalatori, maschi e femmine, che si votarono all'Ombra, assunsero il nome di Signori del Terrore. Essi agirono in qualità di comandanti nel corso della guerra, guidando le truppe Trolloc, al di sopra persino dei Myrddraal nella catena di comando. Però, persino quando la loro vittoria sembrò prossima, i maggiori tra di loro non osarono assumere il titolo di Prescelti, nel timore che al loro risveglio, i veri Prescelti avrebbero punito chi aveva osato usurpare il loro titolo.
A partire dal Libro XIII diversi incanalatori vengono adoperati in operazioni militari dell'Ombra, diventando quindi i nuovi Signori del Terrore. Nel corso del Libro XIV molti Signori del Terrore (soprattutto Sorelle dell'Ajah Nera e Asha'man della fazione di Taim) partecipano direttamente alle varie fasi dell'Ultima Battaglia; inoltre moltissimi incanalatori vengono convertiti a forza all'Ombra, attraverso cerchi misti con i Fade, aumentando di conseguenza il numero dei Signori del Terrore.
All'interno della Torre Bianca le Aes Sedai che si sono votate all'Ombra hanno formato segretamente una loro organizzazione: l'Ajah Nera.

### Samma N'Sei
Gli Samma N'Sei (che significa "accecatori dell'occhio") sono alcuni di quegli incanalatori maschi Aiel, che, dopo aver scoperto di poter usare il saidin contaminato, si sono recati nella Macchia per suicidarsi eroicamente. In realtà molti di loro sono stati catturati e poi convertiti forzatamente all'Ombra, tramite cerchi misti di 13 incanalatori e 13 Fade. Questi incanalatori sembrano aver distorto molte delle tipiche usanze che avevano quando erano Aiel. Ad esempio sono sempre velati di rosso e quando uccidono mostrano il loro volto, con occhi crudeli ed un sorriso spietato con i denti limati. Fanno la loro prima comparsa nell'epilogo del Libro XIII, mentre nel prologo del Libro XIV Isam spiega la loro origine. Nel corso dell'Ultima Battaglia vengono usati soprattutto nei combattimenti attorno a Shayol Ghul, contro gli incanalatori guidati da Aviendha.

### Gli Uomini Grigi
Anche conosciuti come i Senz'anima, gli Uomini Grigi sono un piccolissimo gruppo di Amici delle Tenebre (di entrambi i sessi), che hanno donato non solo la loro vita, ma persino l'anima al Tenebroso. Dopo questo processo acquisiscono la caratteristica di diventare praticamente "non-notabili", nel senso che assumono la forma di persone così comuni e banali, che lo sguardo di chi li vede, non si sofferma mai ad osservarli bene, persino se reggono in mano un'arma. Questo tipo di "invisibilità" li rende perfetti per essere impiegati come assassini particolarmente efficaci, tanto che spesso compiono le loro missioni in mezzo alla gente, senza che quasi nessuno se ne accorga (a parte la vittima, ovviamente, ma quando è ormai troppo tardi). Un Fratello dei Lupi come Perrin riesce però a fiutare il loro odore particolare.

## Atha'an Miere
Gli Atha'an Miere (o Popolo del Mare) sono un popolo che vive al largo del Continente, sulle loro navi o sulle numerose isole dell'Oceano Aryth e del Mare delle Tempeste; hanno costumi molto particolari (ad esempio quando sono al largo sia uomini che donne girano a torso nudo sulle navi), sono molto riservati e si mostrano ai continentali unicamente per commerciare i loro prodotti, difatti sono commercianti infallibili. Hanno una carnagione scura e vengono visti come esotici sul continente, perché portano tatuaggi sulle mani ed una serie di anelli alle orecchie e sul naso (questi anelli indicano il rango di ciascuno all'interno della loro società).
Sin dal tempo della Frattura del Mondo gli Atha'an Miere vivono gran parte della loro vita sulle loro navi (infatti i loro antenati si rifugiarono sul mare aperto, proprio per evitare le devastazioni provocate dagli incanalatori di Saidin ormai impazziti) e di conseguenza sono abilissimi come marinai.

### Gerarchia tra gli Atha'an Miere
Il governatore del Popolo del Mare è la Maestra delle Navi, che può essere paragonata ad una regina; suo marito o la sua controparte maschile, è il Maestro delle Lame della Maestra delle Navi, responsabile dei commerci e della difesa (su ciascuna delle navi esiste una figura maschile simile). Al di sotto di loro gli Atha'an Miere sono divisi in dodici clan, ciascuno capeggiato da una Maestra delle Onde affiancata da un Maestro delle Spade; ogni nuova Maestra delle Navi viene eletta a vita proprio dal consiglio formato dalle dodici Maestre delle Onde di tutti i clan.
La capitana di ciascuna nave è invece detta Maestra delle Vele affiancata dal Maestro del Cargo e dalla sua Cercavento. La gerarchia tra gli Atha'an Miere viene indicata dal tipo di metallo e dal numero di anelli che essi portano alle orecchie e al naso (con anche una catenella ad unire naso ed orecchie, per i ranghi più elevati, sulla quale spesso sono appese delle medagliette d'oro ad indicare particolari meriti od imprese).
Sinora sono stati rivelati i nomi solo dei seguenti sei Clan: Catelar, Dacan, Rossaine, Shodein, Somarin e Takana.
Maestre delle Onde di cui è stato rivelato il nome:
- Harine din Togara Due Venti - Clan Shodein
- Lacine
- Lincora
- Malin din Toral Onda Infranta - Clan Somarin
- Mareil
- Niolle
- Pelanna
- Wallein
- Zaida din Parede Ala Nera - Clan Catelar

### Cercavento
Le Cercavento sono quasi tutte incanalatrici di Saidar e si trovano su ogni nave del Popolo del Mare. Sulle navi esse sono terze in gerarchia, essendo sottoposte unicamente alla Maestra delle Vele (la capitana della nave) e al Maestro del Cargo (che si occupa della difesa, del trasporto delle merci e degli altri aspetti commerciali). Le Cercavento incanalatrici sono da generazioni espertissime nel manovrare tessiture di Aria ed Acqua combinate a Spirito, che loro chiamano Tessere i venti e che le Aes Sedai chiamano invece Far Danzare le Nubi; queste tessiture vengono usate in enormi quantità e su lunghe distanze per assicurare venti e correnti marine che siano favorevoli alle loro navi, oppure per smorzare tempeste ed uragani (essendosi da così tanto tempo allontanate dalla terraferma e specializzate in questo tipo di flussi, spesso le Cercavento, rispetto ad altre incanalatrici, risultano carenti specialmente nella conoscenza di altri tipi di tessiture ed in particolare risultano meno capaci nell'intrecciare flussi di Terra e Fuoco).
Le Cercavento hanno temuto a lungo di essere scoperte dalle Aes Sedai, perché queste ultime le costringerebbero a seguirle alla Torre Bianca, per essere istruite e quindi entrare a far parte della loro organizzazione. Di conseguenza per millenni hanno mantenuto segreta la loro esistenza, ad esempio rifiutando il passaggio sulle loro navi alle donne capaci di incanalare e quindi di riconoscere la loro abilità. Ultimamente però le loro capacità sono state rivelate ed esse hanno stretto degli accordi, sia con alcune Aes Sedai, che con il Drago Rinato.
In particolare, a nome della giovane Amyrlin Seat Egwene al'Vere, Nynaeve al'Meara ed Elayne Trakand hanno stipulato un accordo in base al quale le Cercavento aiuteranno le Aes Sedai nell'uso della Coppa dei Venti, per sistemare il clima impazzito; in cambio le Cercavento terranno in custodia la coppa stessa e verranno istruite dalle Aes Sedai su tutti quegli aspetti dell'Unico Potere di cui non sono a conoscenza.
Nel corso del Libro XIII l'Amyrlin Egwene stipula un nuovo accordo con le Cercavento: le Aes Sedai e le Cercavento si scambieranno alcune delle loro giovani apprendiste (per le Aes Sedai saranno delle Ammesse), così che queste possano istruirsi per un certo periodo sulle tipiche capacità dell'altro gruppo di incanalatrici; al termine di questo periodo di istruzione le giovani potranno poi scegliere liberamente su quale strada proseguire.
Quando Elayne e Nynaeve visitano Ebou Dar nel corso del sesto e settimo libro, le Cercavento presenti in città sono tra le trecento e le quattrocento. Moltissime di queste vengono catturate dai Seanchan, ma molte altre in seguito riescono a fuggire. Nel complesso le incanalatrici Cercavento dovrebbero essere più di mille.

### Amayar
All'insaputa del resto del mondo, sulle isole del Popolo del Mare, vive un'altra popolazione: gli Amayar. Durante la Frattura del Mondo gli Amayar chiesero protezione agli Atha'an Miere dalla follia imperversante, e questi ultimi presero questa protezione come un impegno solenne, trasportandoli sulla grande isola di Tremalking e su alcune altre; laggiù gli Amayar divennero un popolo sedentario, dedito all'agricoltura e all'artigianato, i cui membri raramente lasciano le loro terre o si avventurano in mare, se non per pescare vicino alle rive, su piccole barche. Oltre che per usi e costumi, gli Amayar si differenziano dagli Atha'an Miere anche perché hanno la carnagione chiara.
Le celebri porcellane colorate del Popolo del Mare, finemente modellate in una moltitudine di forme (statuine, piatti, tazze, teiere, ecc.) vengono prodotte proprio dagli Amayar, esse sono molto apprezzate sul continente ed il loro prezzo spesso è pari al loro peso in oro. Queste porcellane costituiscono uno dei punti di forza del commercio degli Atha'an Miere, poiché ovviamente essi ne detengono il monopolio. Oltre alle porcellane, gli Amayar sono eccellenti produttori anche di preziosi oggetti in vetro.
Gli Amayar seguono uno stile di vita estremamente pacifico e non violento, che ricorda almeno in parte la "Via della Foglia" dei Calderai. Però ne La lama dei sogni una notizia sconvolgente raggiunge la Maestra delle Navi: a Tremalking gli Amayar hanno compiuto serenamente un suicidio di massa; hanno avvelenato i loro figli con veleni veloci e loro stessi con veleni più lenti, pochissimi sono i sopravvissuti e questi si sentono terribilmente tristi per non aver ottenuto la morte. Persino quelli sparsi in altre lontane isole, sono stati contattati ed hanno proceduto nel suicidio. Questo è avvenuto in seguito alla fusione della grande statua Choedan Kal, sull'isola di Tremalking, poiché, secondo le loro profezie, questo evento avrebbe segnato la fine del Tempo delle illusioni.

### Coramoor
Come altri popoli, anche gli Atha'an Miere hanno dei miti e delle profezie riguardo alla venuta del Drago Rinato, che essi chiamano Coramoor. Secondo le Profezie Jendai, il Popolo del Mare dovrà servire fedelmente il Coramoor e lui in cambio li porterà alla gloria, compresa la completa dominazione sui mari. Rand al'Thor perciò è stato identificato come il Coramoor e quindi è stato contattato dalle ambasciatrici degli Atha'an Miere. La natura del servizio che essi devono prestargli non è però ben chiara, tanto che alla fine la Maestra delle Navi è rimasta molto scontenta dell'accordo raggiunto con lui dall'ambasciatrice Harine, tramite la mediazione delle Aes Sedai Merana Ambrey e Rafela Cindal.

## Banda della Mano Rossa

Bandiera della Banda della Mano Rossa

Banda della Mano Rossa è il nome assunto da un gruppo militare comandato da Matrim Cauthon. Ha preso nome dalla leggendaria Banda che combatté in difesa del Manetheren durante le Guerre Trolloc.
La Banda della Mano Rossa andò formandosi nel corso della Battaglia di Cairhien, durante la Guerra Shaido, quando Mat Cauthon, nonostante un'iniziale riluttanza, intervenne a guidare vittoriosamente un variegato gruppo di soldati Cairhienesi e Tairienesi, che presi intrappola, sarebbero stati sicuramente annientati senza il suo aiuto. Mat si guadagnò così l'incrollabile fedeltà di questi soldati e poco alla volta ad essi se ne aggiunsero altri, dando vita ad un vero e proprio esercito. Dopo la conquista di Cairhien da parte del Drago Rinato, la Banda venne inizialmente impiegata per stabilizzare il regno, combattendo contro vari gruppi di saccheggiatori e contro le incursioni dall'Andor inviate da Rahvin.
In seguito il Drago inviò Mat e la sua Banda a sud, verso Illian, per cercare di distrarre Sammael. Durante il loro viaggio verso il meridione però, il Drago intervenne presso Mat, per indicargli un altro obbiettivo: aveva infatti da poco scoperto la posizione di Elayne, presso le Aes Sedai ribelli di Salidar e perciò aveva la necessità che Mat con la sua Banda, la scortasse il prima possibile nell'Andor. Arrivato a Salidar, Mat scoprì però che la situazione non era esattamente come gli era stata presentata; Egwene infatti molto abilmente manipolò la presenza della Banda, per dare una scossa alle ribelli. Perciò Mat si vide costretto a dividersi dalla Banda: mentre lui, con alcuni dei suoi seguaci, si diresse fino ad Ebou Dar, per scortare Elayne, Nynaeve, Aviendha ed altri, Lord Talmanes rimase a comandare il grosso della Banda seguendo Egwene e le ribelli con il loro esercito, nel loro viaggio verso Tar Valon.
Durante questo inseguimento a distanza, la Banda andò ingrossandosi, reclutando nuovi soldati lungo il cammino, finché sul confine tra l'Andor ed il Murandy, non si ebbe l'incontro di Egwene con i grandi Lord dell'Andor. Durante quell'evento Talmanes riuscì ad avere un colloquio con la giovane Amyrlin, rendendosi conto che da lì in avanti avrebbe dovuto abbandonare quel rischioso inseguimento e prendere un'altra via. Talmanes perciò decise di rimanere nel Murandy mettendosi segretamente al servizio di re Reodren, continuando nel frattempo ad ingrossare la Banda con nuovi reclutamenti.
Nel corso del Libro XI vi fu il ricongiungimento tra Mat ed una parte della Banda: Talmanes infatti dal Murandy si diresse in Altara con la parte più mobile e leggera della Banda, lasciando Daerid ed Estean al comando del resto, con l'ordine di portarsi in Andor. Mat sfruttò perciò ciò che aveva a disposizione della Banda (compreso un nuovissimo e veloce sistema di caricamento delle balestre, da poco inventato ed adottato da Talmanes), nel corso della sua spettacolare Campagna in Altara contro i Seanchan, per cercare di aprirsi una via di fuga.
Nel corso del Libro XII Mat e la parte della Banda che si era ricongiunta a lui attraversano il Murandy in direzione dell'Andor, finché Verin Sedai non li incontra e li trasporta velocemente nei pressi Caemlyn. Laggiù nel corso del Libro XIII, Mat si ricongiunge quindi con la parte della Banda comandata da Daerid ed Estean ed infine si accampa fuori dalla città.
Dopo aver contrattato con Elayne la costruzione dei dragons di Aludra, Mat stipula con lei anche un contratto di reclutamento per la Banda, concedendole poi circa metà della Banda stessa per il suo viaggio di incoronazione a regina di Cairhien e poi verso l'incontro alla Piana di Merrilor.
Nell'epilogo del Libro XIII Talmanes assiste sconvolto all'incendio di Caemlyn e chiama a raccolta i membri della Banda, accampati fuori della città, per andare a salvare i dragons di Aludra già fabbricati, e tenuti in un deposito segreto.

## Calderai
I Tuatha'an (o Calderai o Popolo Viaggiatore) sono una delle popolazioni presenti nella saga fantasy La Ruota del Tempo dello scrittore statunitense Robert Jordan, essi migrano continuamente su carri allegramente colorati, ricordano i gitani e seguono la cosiddetta "Via della foglia" ovvero la totale non violenza, neppure di fronte ai più atroci soprusi.
I Tuatha'an sono famosi per il loro amore nei confronti della musica e della danza, praticano queste attività ad ogni occasione, e a volte le loro donne danzano la tiganza, così sensuale da essere capace di far bollire il sangue agli uomini. Come detto dipingono i loro carri con colori estremamente vivaci e loro stessi amano vestirsi con abiti colorati in maniera fin troppo accesa e contrastante.
Migrano continuamente da un luogo ad un altro alla ricerca di un fantomatico Canto, non si sa bene cosa esso sia, ma è tradizione che il Mahdi, il capo di ciascun gruppo, chieda: "Conosci tu il Canto?" ad ogni persona che entri nel loro accampamento. Secondo le loro tradizioni essi persero la canzone ai tempi della Frattura del mondo e sono convinti che se la ritroveranno, tornerà l'Età Leggendaria.
I Calderai praticano un pacifismo estremo, preferiscono farsi trucidare senza reagire, piuttosto che compiere qualsiasi tipo di violenza, l'unica loro protezione sono i cani che portano con sé. Essi chiamano questo loro atteggiamento la "Via della foglia", perché come le foglie sugli alberi, in attesa di cadere, essi rimangono completamente in balia degli eventi.
Nel quarto libro della saga (L'Ascesa dell'Ombra) si scopre che i Calderai hanno la stessa origine degli Aiel: gli antichi Aiel, fedeli e pacifici servitori degli Aes Sedai, vennero incaricati da questi ultimi di preservare e trasportare un grande carico di angreal e ter'angreal (ed inoltre dei polloni dell'albero Avendesora, l'Albero della Vita) affinché non cadessero nelle mani degli incanalatori impazziti. Però ad un certo punto del loro continuo peregrinare, gli antenati dei Calderai abbandonarono agli altri Aiel il loro carico, venendo così meno al loro servizio; perciò ora gli altri Aiel li chiamano i Perduti e li evitano. I Calderai però hanno mantenuto il privilegio di attraversare indisturbati la Terra delle Tre Piegature.

## Cha'faile
Il cha'faile, che nella lingua antica significa l'artiglio del falco, è un gruppo di giovani nobili, soprattutto Cairhienesi e Tairenesi che hanno giurato fedeltà a Faile e che la servono come agenti e spie. Questi giovani a Cairhien si erano segnalati inizialmente come imitatori dello stile di vita Aiel, mettendosi perciò parecchie volte nei guai, finché Faile non decise di prenderli sotto la propria tutela.
Tra i principali membri si possono ricordare:
- Arrela Shiego; è una nobile Tairenese, alta e di carnagione scura, con corti capelli; viene presa prigioniera dagli Shaido assieme a Faile; assieme a Lacile viene fatta fuggire con l'aiuto di Bain e Chiad ma ripresa dagli Shaido, viene severamente punita; va a letto con una Fanciulla della Lancia, nella speranza di trovare un'altra via di fuga; cade assieme a Faile e le altre, nella trappola di Galina Casban; dopo la liberazione a Malden, partecipa alla commemorazione funebre di coloro che le avevano aiutate durante la prigionia
- Barmanes Nolaisen; è un Cairhienese che accompagna Perrin nella cittadina di Almizar, dove si mette a giocare a dadi con alcuni Seanchan per scoprire informazioni utili; quando Perrin viene ferito, Barmanes è il primo a soccorrerlo
- Camaille Nolaisen; sorella di Barmanes, accoglie Rand nel Palazzo del Sole, quando ritorna dai pozzi di Dumai. Successivamente entra nel Cha'Faile assieme a suo fratello e come lui va con Perrin nella cittadina di Almizar, dove si mette a giocare a dadi con alcuni Seanchan per scoprire informazioni utili; dopo la Battaglia di Malden, si reca a Cairhien per conto di Perrin a cercare informazioni su Rand
- Carlon Belcelona; è un Tairenese che accompagna Perrin nella cittadina di Almizar per raccogliere della radice biforcuta
- Haviar: finge di essere un seguace di Masema per spiarlo nel suo stesso campo
- Lacile Aldorwin; è una nobile Cairhienese, bassa e di carnagione pallida; viene presa prigioniera dagli Shaido assieme a Faile; assieme ad Arrela viene fatta fuggire con l'aiuto di Bain e Chiad ma ripresa dagli Shaido, viene severamente punita; va a letto con Jhoradin, un Senza Fratello, nella speranza di trovare un'altra via di fuga; cade assieme a Faile e le altre, nella trappola di Galina Casban; dopo essere sfuggita alla trappola, durante la battaglia di Malden, con il cuore a pezzi, pugnala Jhoradin alle spalle; dopo la liberazione, partecipa alla commemorazione funebre di coloro che le avevano aiutate durante la prigionia
- Medore Damara; figlia dell'Alto Signore Astoril, Medore collabora spesso con Sebban Balwer in azioni di spionaggio
- Meralda: viene inviata a Bethal per scoprire le vie di fuga dalla cittadina
- Nerion: finge di essere un seguace di Masema per spiarlo nel suo stesso campo
- Parelean; giovane nobiluomo Tairenese, uno dei leader iniziali del cha'faile, fa in tempo ad avvisare Faile degli incontri di Masema con i Seanchan, prima di venire ucciso dagli Shaido quando Faile viene rapita
- Selande Darengil; nobildonna di Cairhien, giovane e molto avvenente, inizialmente è una dama di compagnia di Colavaere Saighan, che la manda a cercare di sedurre Rand al'Thor; assieme a Camaille, accoglie Rand nel Palazzo del Sole, quando ritorna dai pozzi di Dumai, conducendolo alla sala del trono dove Colavaere l'attende incoronata. In seguito si dà ai modi Aiel e diventa il capo indiscusso del cha'faile. Viene inviata di nascosto da Faile a Bethal, per scoprire le vie di fuga dalla cittadina. Dopo la cattura di Faile, si mette al servizio di Balwer e Perrin per aiutarli nella liberazione, riportando anche gli incontri segreti di Annoura Larisen e Masuri Sokawa con Masema. Mentre il gruppo di Perrin, nel Libro XIII, rimane intrappolato nel Ghealdan per le manovre di Graendal, Faile manda Selande a spiare nel campo dei Manti Bianchi. Al suo ritorno rimane ferita dalla sua stessa spada, durante una Bolla di Male.

## Cinque Grandi Capitani
I Cinque Grandi Capitani sono i migliori comandanti militari delle cosiddette Terre Occidentali o Randland; essi sono unanimemente riconosciuti per la loro superiore abilità nella guerra e nella strategia, capacità che hanno ampiamente dimostrato in molte guerre e soprattutto nel corso della cosiddetta Guerra Aiel, durante la quale combatterono come alleati, per opporsi all'invasione di quattro inarrestabili clan Aiel.
Essi vengono così definiti ed elencati da Cadsuane Sedai durante un dialogo con il Drago Rinato nel corso del capitolo 23 del Libro X della saga. Sempre in questo dialogo viene sottolineato come essi non abbiano mai perduto una guerra sul piano militare; quando è capitato che abbiano perduto una battaglia, hanno saputo sempre riorganizzarsi, capire cosa era stato sbagliato ed adattarsi.
Solamente Artur Hawkwing, il Reietto Demandred e Mat Cauthon a capo dell Banda della Mano Rossa hanno dimostrato capacità strategiche paragonabili a quelle dei Cinque Grandi Capitani.
I Cinque Grandi Capitani sono Agelmar Jagad, Davram Bashere, Gareth Bryne, Pedron Niall e Rodel Ituralde.

## Fautori del Drago
Nella serie di quattordici romanzi fantasy La Ruota del Tempo dello scrittore statunitense Robert Jordan, i cosiddetti Fautori del Drago (Dragonsworn in lingua originale) sono delle persone che hanno lasciato tutte le proprie attività e famiglie, per radunarsi in gruppi di fanatici più o meno numerosi, che hanno giurato di mettersi al servizio della figura messianica del Drago Rinato.
I primi gruppi si formarono dalle parti della Piana di Almoth, dopo gli eventi di Falme, narrati alla fine del secondo libro della saga. Molti di essi inizialmente furono facilmente sterminati dagli eserciti regolari dei vari stati, ma a lungo andare la loro presenza portò alla guerra civile in numerosi regni, come Tarabon, che così cadde facilmente preda dei Seanchan, o dell'Arad Doman che si sfasciò come stato.
Il gruppo più numeroso di Fautori del Drago (parecchie decine di migliaia) fu quello che si radunò attorno all'ex soldato Shienarese, Masema Dagar, auto proclamatosi profeta del Drago. Masema grazie alla forza dei suoi seguaci, ha portato sull'orlo del collasso il regno di Ghealdan e da lì è poi sconfinato, portando scompiglio anche nelle vicine Amadicia ed Altara, minacciando inoltre di scontrarsi in campo aperto con i Manti Bianchi.
Perrin Aybara era stato mandato dal Drago proprio per porre un freno a Masema ed ai suoi seguaci, che alla fine vengono eliminati nel corso della Battaglia di Malden.
Nell'Arad Doman invece la maggior parte del Fautori del Drago vengono alla fine convinti dal grande capitano Rodel Ituralde a partecipare alla sua campagna contro gli invasori Seanchan.

## Figli della Luce

Bandiera dei Figli della Luce

I Figli della Luce, conosciuti anche come Manti Bianchi, costituiscono un gruppo di fanatici religiosi, organizzati sul modello di un ordine militare.
I Figli della Luce sono uomini che hanno votato la loro intera esistenza a combattere contro l'Ombra, vestono solitamente come soldati ed indossano anche un caratteristico mantello bianco, sul quale è ricamato un sole dorato, all'altezza del cuore. I Figli della Luce sono un'organizzazione internazionale, infatti i membri provengono da tutte le nazioni del continente della Randland.
Il loro credo però sconfina spesso con il fanatismo ed inoltre pecca di molti errori, ad esempio sono convinti che l'Unico Potere sia un dono del Tenebroso, perciò qualsiasi incanalatore, comprese le Aes Sedai (solitamente chiamate spregiativamente dai Figli come le streghe di Tar Valon), sono per logica al servizio dell'Ombra. Inoltre tutti coloro che hanno avuto in qualche modo a che fare con la Torre Bianca, devono in qualche modo essere Amici delle Tenebre e perciò sterminati. Date queste premesse, incolpano tutte le Aes Sedai, non solo gli incanalatori maschi, della Frattura del Mondo.
Il fondatore dei Figli, Lothair Mantelar scrisse un suo famoso libro di precetti "La via della luce" ed organizzò l'ordine a partire dall'anno 1021 della Nuova Era, nel corso del caotico periodo della Guerra dei Cento Anni, che vide il frantumarsi del Grande Impero di Artur Hawkwing. Il suo scopo iniziale era di organizzare gruppi di predicatori e di preghiera contro gli Amici delle Tenebre, ma dopo la sua morte l'organizzazione divenne sempre più di tipo militare e molti suoi insegnamenti e precetti vennero stravolti, ad esempio Mantelar si era limitato a dire che l'uso dell'Unico Potere, potesse indurre in tentazione, non che il suo uso fosse intrinsecamente malvagio.
Gli organi di comando dei Figli della Luce avevano sede nella Fortezza della Luce, nella città di Amador capitale dell'Amadicia. L'Amadicia aveva un re, che in realtà governava solo di nome; infatti era il Lord Capitano Comandante dei Figli della Luce il vero governate dello stato (a sua volta il Lord Capitano Comandante viene eletto dal Consiglio dei Consacrati).
Poiché erano ormai moltissimi secoli che i Figli governavano l'Amadicia, essi avevano ormai trasformato questa nazione in un paese puritano, dal quale più volte avevano cercato di estendere il loro potere e la loro influenza su altre nazioni, provocando anche delle guerre (come la cosiddetta Guerra dei Manti Bianchi che coinvolse l'Altara ed Illian). Inoltre gruppi di Manti Bianchi si potevano trovare sparsi in quasi ogni paese, dove propagandavano le loro idee, spesso con metodi brutali e feroci.
I Seanchan hanno però recentemente conquistato l'Amadicia, quindi una buona parte dei Figli sono stati ridotti a dei da'covale dei Seanchan; un'altra parte invece, guidata da Asunawa, ha prestato giuramento di fedeltà ai conquistatori; infine il gruppo più consistente, guidato dal nuovo Lord Capitano Comandante Galadedrid Damodred, si appresta ad allearsi con le Aes Sedai in vista dell'Ultima Battaglia.
Nel corso del Libro XIII i due gruppi si incontrano di nuovo, mentre Asunawa riprende brevemente il controllo di entrambi, prima di venire travolto. Galad quindi riottiene il comando e dopo aver avuto prova delle capacità di Perrin si allea con lui, per partecipare assieme all'Ultima Battaglia.

### La Mano della Luce
La Mano della Luce costituisce un ordine all'interno dei Figli della Luce, che si è specializzato nell'interrogare e processare le persone ritenute colpevoli, di conseguenza i suoi membri sono anche detti Inquisitori. I suoi membri si distinguono perché sul mantello bianco portano il simbolo di un pastorale rosso, anziché del sole. Gli Inquisitori sono molto brutali nelle loro inchieste, praticano spesso la tortura ed estorcono confessioni anche dalle persone innocenti. Essi sono guidati dall'Alto Inquisitore Rhadam Asunawa che non nasconde ambizioni personali.

## La Famiglia
La Famiglia costituisce un gruppo di incanalatrici dell'Unico Potere che si nascondono all'autorità della Torre Bianca. Questo gruppo offre rifugio soprattutto a tutte le incanalatrici che falliscono nel tentativo di diventare Aes Sedai, anche se in alcuni e rari casi, accolgono anche quelle che, ancora Novizie od Ammesse, sono riuscite a fuggire dalla Torre Bianca senza essere riprese; in alcuni casi ancor più rari, vengono infine accolte anche alcune di quelle incanalatrici che non sono mai state trovate e portate alla Torre Bianca per essere istruite (le cosiddette selvatiche), oppure quelle così deboli, che non avrebbero mai avuto alcuna possibilità di essere iscritte all'Albo delle Novizie.
L'inizio delle vicende della Famiglia risale alle guerre Trolloc, più di duemila anni addietro rispetto alla Saga vera e propria, quando un primo gruppo di donne mandate via dalla Torre Bianca (per aver fallito i test), temendo il ritorno a casa nel corso delle guerre, si riunì a Barashta (nei pressi di Ebou Dar), il più lontano possibile dai conflitti.
I membri del gruppo tra di loro si chiamarono (e si chiamano tuttora), in maniera innocente, come le Donne della Famiglia. Esse di regola evitano accuratamente di svelarsi, soprattutto prima di accettare una donna fuggita dalla Torre Bianca, perché sanno che il più delle volte le Aes Sedai riescono a riprendere le fuggiasche, e se una fuggiasca accolta nella Famiglia venisse ripresa, tutto il gruppo rischierebbe di essere scoperto e poi punito severamente e infine probabilmente smantellato dalle Aes Sedai.
In realtà, all'insaputa delle Donne della Famiglia, le Aes Sedai erano già da molto tempo a conoscenza dell'esistenza di questa organizzazione, ma non erano intervenute subito contro di loro, perché molto impegnate nelle Guerre Trolloc. Inoltre in seguito l'Aes Sedai trovarono molto utile che La Famiglia diventasse la meta delle fuggiasche, per poterle così ritrovare e riprendere molto più facilmente (in nove casi su dieci). Secondariamente le Aes Sedai trovarono anche molto comodo e caritatevole che La Famiglia si prendesse cura, in maniera molto discreta, della maggior parte di quelle incanalatrici che avevano fallito i vari test di ammissione e che perciò erano state allontanate dalla Torre Bianca.
La Famiglia non ha leggi, ma piuttosto regole applicate severamente, in parte basate su quelle delle Novizie e delle Ammesse della Torre Bianca, in parte nate dalla necessità di mantenere segreta la propria esistenza. Il cosiddetto Circolo della Maglia è il gruppo dirigente della Famiglia, un nome scelto appositamente perché ritenuto innocuo. Poiché le donne che hanno formato la Famiglia non erano a conoscenza delle regole alla base della gerarchia delle Aes Sedai, una grande importanza venne attribuita all'anzianità; perciò sono membri di diritto del Circolo della Maglia le tredici più vecchie Donne della Famiglia che risiedono ad Ebou Dar, mentre alla più vecchia tra loro viene attribuito il titolo di Anziana; quando, secondo le regole per non destare sospetti, queste donne, dopo un certo numero di anni lasciano la città, devono cedere il posto nel Circolo ad altre, sempre in ordine di anzianità. Le donne del Circolo hanno un potere sovrano su tutti i membri, al pari di quello dell'Amyrlin Seat. Se il loro centro di coordinamento e riunione risulta essere Ebou Dar in Altara, in realtà la maggior parte delle Donne della Famiglia si trovano sparse in ogni paese del continente, dove svolgono all'apparenza una vita normale di copertura.
A partire dal Libro VII sono avvenuti degli aperti contatti tra le Aes Sedai (in particolare Elayne e Nynaeve) e la Famiglia. Questi hanno prodotto una serie di sorprese: anzitutto che le Donne della Famiglia sono circa 1780, quasi il doppio rispetto alle Aes Sedai viventi, inoltre sembra proprio che queste donne vivano molto più a lungo delle Sorelle, circa il doppio, perché non hanno mai giurato sulla Verga dei Giuramenti. In generale le Donne della Famiglia sono piuttosto deboli nel Potere (ad esempio delle circa 150 che seguono Elayne in Andor, solo otto riescono ad aprire portali abbastanza grandi per viaggiare) anche se ve ne sono alcune che risultano forti quanto le Aes Sedai più potenti (come Romanda o Sheriam).
Le esponenti della Famiglia che avevano un buon talento nelle Tessiture di Guarigione, spesso prestavano gratuitamente il loro aiuto a tutti coloro che ne avevano bisogno, per questo motivo erano molto rispettate ad Ebou Dar. Esse erano chiamate Donne Sagge e si riconoscevano perché portavano una cintura di colore rosso. Dopo la conquista di Ebou Dar da parte dei Seanchan, esse o sono state rese Damane o sono fuggite dalla città, in Andor, al seguito di Elayne. Dopo la fuga a Caemlyn, molte di quelle che si trovavano sparse in Altara od in altri paesi, sono state contattate ed avvertite del pericolo rappresentato dai Seanchan, perciò anche molte di queste ultime, si mettono in viaggio verso Caemlyn.
Nei libri successivi le Donne della Famiglia che hanno seguito Elayne in Andor, si stabiliscono presso di lei, nel palazzo reale di Caemlyn; durante la guerra di successione esse si prestano quindi molto spesso ad aiutare l'erede al trono, ad esempio aprendo portali di viaggio, usando le tessiture di guarigione su malati o feriti, o anche prendendosi cura delle ex Damane dei Seanchan, catturate dagli Asha'man e che Mazrim Taim ha consegnato ad Elayne. Alcune di loro vengono assassinate da una Sorella Nera, che evidentemente le vuole far spaventare, per farle allontanare da Elayne, ma senza molto successo (nonostante tra le assassinate, vi sia anche Reanne, il loro capo). Poco tempo dopo che Elayne ha ottenuto il trono, la nuova regina stabilisce un accordo di reciproco aiuto, con tutte le Donne della Famiglia che vorranno rimanere nella sua capitale. Anche la nuova Amyrlin Seat Egwene stabilisce un accordo con le Donne della Famiglia: offre a tutte quelle che in precedenza hanno fallito nei loro test, di poter ritornare alla Torre Bianca per avere una seconda possibilità; inoltre stabilisce che tutte le Aes Sedai anziane che vogliano ritirarsi, possano essere slegate dalla Verga dei Giuramenti e ritirarsi appunto nella Famiglia.

### Luoghi della Famiglia
Nel quartiere malfamato del Rahad di Ebou Dar, la Famiglia teneva un magazzino segreto in cui aveva accumulato per oltre duemila anni una grande collezione di angreal e ter'angreal. Laggiù Mat, Elayne e Nyaneve, dopo una lunga ricerca, trovano la Coppa dei Venti e si scontrano con l'Ajah Nera ed il Gholam. Circa i due terzi degli oggetti contenuti nel magazzino vengono selezionati, recuperati e poi mantenuti da Elayne a Caemlyn; la restante parte viene trafugata da alcuni Amici delle Tenebre e poi consegnata a Sammael.
A poche miglia da Ebou Dar, in aperta campagna, la Famiglia manteneva una fattoria, gestita con pugno di ferro da Alise; come copertura era presentata come un luogo di riposto dagli affanni quotidiani e di meditazione, offerto alle donne. In realtà era dove si smistavano le donne della Famiglia, prima di andare e tornare da Ebou Dar ed anche dove venivano mandate in punizione quelle che si erano comportate in maniera scorretta. Nella fattoria erano comunque presenti come ospiti, anche delle donne che realmente avevano scelto di passare un periodo di calma e riflessione. Una collina nei pressi della fattoria è stata scelta per far attivare la Coppa dei Venti. L'intera zona della fattoria è stata rasa al suolo dall'esplosione del Portale per Viaggiare, che Elayne non ha potuto evitare di fare collassare su se' stesso, mentre veniva attaccata dalle Damane.

## Progenie dell'Ombra
La Progenie dell'Ombra indica tutta una serie di creature, più o meno senzienti, create dal Tenebroso o dai suoi agenti, primo fra tutti il Reietto Aginor.

### Trolloc
I Trolloc vennero creati nel corso della Guerra dell’Ombra dal celebre biologo genetista Aginor, dopo che questi era passato dalla parte del male. Essi sono nati dalla combinazione di materiale genetico umano con quello di numerosi animali, perciò risultano esseri bipedi, vagamente umanoidi (soprattutto nello sguardo), che però presentano ampi tratti bestiali (a seconda delle combinazioni: corna e piedi caprini, becchi e piumaggio di rapaci, fauci da cinghiale, branche da orso, ecc.). Sono più grossi, forti e più alti di statura rispetto agli uomini, molto viziosi e feroci, insaziabili carnivori (si cibano di frequente dei loro prigionieri umani), anche se spesso uccidono solo per il gusto di farlo; per carattere però sono molto pigri e perciò vanno continuamente istigati ad operare. Alcuni Trolloc possono parlare lingue umane, anche se la maggior parte usa solo la loro lingua gutturale, inoltre hanno una loro particolare forma di scrittura. Grazie alle loro fattezze bestiali possono avere sensi più sviluppati rispetto a quelli umani (ad esempio un fiuto canino, un udito infrasonoro o una vista da rapace). I Trolloc si raggruppano in Clan (Dhai'mon, Ghar'ghael, Ahf'frait, Bhan'sheen, Dha'vol, Dhjin'nen, Ghob'hlin e Gho'hlem). I Trolloc sono in grado di riprodursi tra di loro, ma anche di ingravidare donne umane violentate, ma spesso il frutto di queste unioni sono creature nate morte o che sopravvivono poco. Le femmine dei Trolloc non partecipano alle attività guerriere e vengono tenute recluse nei loro accampamenti. I Trolloc costituiscono le truppe di base degli eserciti dell'Ombra e vengono comandati dai Myrddraal, essi chiamano il Tenebroso Ba'alzamon che significa Cuore delle Tenebre. Usano armi piuttosto rudimentali ma letali, forgiate nella valle di Thakan'dar. Queste lame creano ferite che non guariscono e che provocano malattie incurabili, esse sono imbevute nel sangue e nell'anima degli umani catturati. I Trolloc sono particolarmente odiati dai lupi che li attaccano quasi in maniera suicida non appena li incontrano.

### Myrddraal
I Myrddraal sono degli esseri che vengono generati saltuariamente nella riproduzione dei Trolloc, ma rispetto a questi ultimi nei Myrddraal prevale la parte genetica umana, anziché quella bestiale; perciò assomigliano molto a degli uomini molto alti, estremamente pallidi, muscolosi, spesso descritti con una velocità e una sinuosità da serpenti. Sono privi di occhi, ma compensano ampiamente questa mancanza con lo sviluppo di strani sensi alternativi, che donano loro una visione dell'ambiente pari a quella di una rapace. I Myrddraal sopravvivono alle ferite più serie e l'unica maniera sicura per eliminarli è tagliare loro la testa, ma anche dopo la decapitazione, restano pericolosi per un certo tempo: si dibattono disperatamente, agitando le armi a casaccio, quasi rifiutando di credere di essere morti. Essi guidano i gruppi di Trolloc (“Pugni”) ed a volte si “legano” a loro per ottenere un maggiore controllo (un legame che in qualche maniera somiglia a quello dei Custodi delle Aes Sedai); la cosa controproducente di questo legame è però che, quando il Myrddraal viene ucciso, in breve tempo muoiono anche tutti i Trolloc a lui legati. Il loro comando sulle truppe Trolloc iniziò dopo la sigillatura dei Reietti, alla fine della Guerra dell'Ombra, e provarono la loro grande efficacia di comando all'incirca un migliaio di anni dopo, nel corso delle Guerre Trolloc.
I Myrddraal sono equipaggiati con spade nere forgiate nella valle di Thakan'dar. Essi sono abilissimi e velocissimi nell'adoperare queste lame in battaglia, inoltre indossano delle armature nere a scaglie e lunghi manti scuri. I Myrddraal si trovano in una speciale condizione, forse garantita loro dal Tenebroso: sembrano esistere sulla linea di confine tra il mondo reale e una realtà parallela (ad esempio il loro manto nero non si muove mai, neppure in presenza del vento più forte e gli specchi riflettono solo una loro immagine nebulosa), hanno inoltre la capacità di svanire nelle ombre, di muoversi e spostarsi a grandi distanze attraverso di esse; il loro non-sguardo paralizza i loro avversari, attanagliandoli dalla paura; infine il loro sangue è acido e corrosivo, persino sull'acciaio, se non viene rimosso velocemente; hanno poche debolezze, una delle quali è che non amano attraversare corsi d'acqua corrente. Il creatore dei Trolloc, il Reietto Aginor (che quindi è anche inavvertitamente il creatore dei Myrddraal) pensa che “si trovino leggermente fuori fase rispetto alla spazio-tempo”, ma non è stato capace di provare questa sua affermazione, nonostante i numerosi terribili esperimenti che ha provato su di essi.
I Myrddraal sono anche conosciuti come Fade, Mezzi uomini, Senz'occhi, Corridori nell'ombra, Uomini ombra, Lurk, Mai nati (così definiti dai lupi).

### Segugi Neri
I Segugi Neri sono animali dell'ombra, dalla forma vagamente canina e dalla dimensione di un pony, come indica il loro nome, sono completamente neri ed hanno occhi e denti che luccicano come metallo nel buio. Essi si muovono solitamente di notte, ma sono molto pericolosi soprattutto al tramonto o all'alba; inoltre le leggende narrano che sia particolarmente pericoloso affrontarli ai crocicchi e nei pressi di una tomba. Essi si raggruppano in branchi di dieci o dodici individui, sebbene si siano trovati branchi di ben cinquanta membri. La loro saliva è altamente corrosiva e velenosa ed è sufficiente una sola goccia caduta sulla pelle per uccidere un uomo. Apparentemente hanno una forma solida ed i primi comparsi nella saga potevano essere eliminati con una semplice freccia; ma recentemente, con l'estendersi del tocco del Tenebroso sul mondo, pare abbiano acquisito un'ulteriore capacità: se vengono fatti a pezzi, questi ultimi si liquefano e poi si ricompongono nella forma originaria. Perciò adesso, l'unica maniera sicura per eliminarli è il proibito fuoco malefico. I Segugi Neri non lasciano tracce sulla terra, però imprimono delle impronte sulla roccia, inoltre quando si muovono lasciano una scia di odore solforoso. Sono più veloci e resistenti di qualsiasi cavallo e quando hanno rintracciato la loro preda è quasi impossibile seminarli, ma poiché non amano attraversare l'acqua corrente può bastare attraversare un fiume per rallentarli, inoltre anche un temporale molto forte può disorientarli completamente. Inoltre, secondo Moiraine Damodred, se due branchi di Segugi Neri cacciano la stessa preda, finiscono inevitabilmente per attaccarsi a vicenda.
Essi vengono creati ogni qualvolta un Segugio Nero riesce a consumare l'anima di un lupo. I lupi li chiamano perciò Fratelli nell'ombra.
Nel Libro XIV si scopre che il Corno di Valere, quando viene suonato per Tarmon Gai'don (che i lupi chiamano l'Ultima Caccia), oltre che evocare gli antichi Eroi, evoca anche gli spettri dei lupi di tutte le epoche, che sono gli unici efficaci avversari, capaci di affrontare i Segugi Neri.

### Draghkar
I Draghkar sono esseri umanoidi dagli arti superiori che si aprono in ali membranose come i pipistrelli. Hanno incarnato pallido, occhi grandi e labbra rosse. Possiedono un canto ipnotico con il quale attirano le prede vicino a loro, alle quali poi risucchiano l'anima attraverso un bacio. Ciò che rimane delle loro vittime è solo un guscio vuoto, completamente privo di coscienza.
Molto pericolosi se riescono ad agire di nascosto, non sono difficili da sconfiggere, se si riesce ad evitare il loro canto, infatti le loro fragili ali e la mancanza di armature od armi li rendono piuttosto vulnerabili. Solitamente vengono utilizzati come assassini per eliminare certi particolari obiettivi, assassini che agiscono alle spalle, quasi mai in attacchi frontali.

### Gholam
Il Gholam è un'altra creazione di Aginor, inventata apposta per eliminare le persone che possono incanalare; sono così pericolosi (visto che avrebbero potuto rivoltarsi contro i loro stessi creatori) che ne vennero creati solo sei, tre maschi e tre femmine e apparentemente solo uno di essi è sopravvissuto fino all'epoca attuale, probabilmente preservato in una scatola della stasi. All'apparenza il Gholam ha una forma umana, ma possiede una forza e una velocità del tutto superiori e la capacità di resistere ai colpi e alle ferite più violente; inoltre il suo corpo è privo di ossatura e di sangue e ha un'estrema capacità elastica, che gli permette di allungarsi o di comprimersi velocemente e di passare anche nelle fessure più piccole. Inoltre, essendo l'uccisione degli incanalatori lo scopo primario della sua creazione, il Gholam è stato dotato anche di sensi sovrumani e della capacità di individuare, riconoscere e rintracciare gli incanalatori, ovunque, anche a moltissimi chilometri di distanza, anche dopo che hanno viaggiato attraverso un portale fino al lato opposto di un continente. Ultimo e più pericoloso dono del Gholam è infine quello di non poter essere sfiorato dall'Unico Potere: a contatto con la sua pelle infatti le tessiture si disfano (o vengono assorbite, il processo non è stato ancora chiarito), esattamente ciò che accade con alcuni ter'angreal, come quello posseduto da Matrim Cauthon. Per sopravvivere il Gholam deve consumare regolarmente sangue e, pur preferendo il sangue umano, può adattarsi a bere anche quello di altre creature viventi.
L'unico oggetto che finora ha mostrato di ferire il Gholam è proprio il ter'angreal a forma di medaglione a testa di volpe di Matrim Cauthon, infatti quando il medaglione d'argento viene a contatto con la pelle del Gholam la ustiona inesorabilmente; questo probabilmente è dovuto alla loro simile natura nei confronti dell'Unico Potere.

### Stecco
Lo Stecco è una creatura della Macchia, con la forma apparentemente innocua di uno stecchetto di legno; il suo morso però è mortale e l'unica maniera per salvarsi è la rapida amputazione dell'arto che è stato morsicato.

### Jumara
Creati da Aginor, gli Jumara nella Terza Era sono molto più comunemente chiamati come Vermi. Come indica questo nome sono degli enormi esseri vermiformi, che si trovano nella Macchia; essi cacciano in branchi, divorano tutto ciò che si trova sul loro cammino e si suppone che non provino molto più che una continua fame ed, occasionalmente, paura.
Sammael nel libro VI ha rivelato che gli Jumara, una volta completamente cresciuti, si dovrebbero trasformare, ma per qualche ragione quelli che si trovano nella Macchia non hanno mai raggiunto questa fase finale del loro sviluppo, né si conosce cosa comporti questa loro trasformazione.
Nel racconto "Fiume di Anime", estrapolato per scelta editoriale dal Libro XIV, Demandred deve affrontare un Jumara per conquistare il sa'angreal Sakarnen ed il titolo di Wild degli Sharani. In questa occasione viene rivelato che gli Jumara non possono essere colpiti direttamente con l'Unico Potere, perché anziché venirne feriti ne vengono rafforzati. Per essere uccisi, devono essere fatti a pezzi, tagliandoli nei punti giusti. Gli Jumara si rifugiano spesso in grotte e possono rimanere in una fase letargica per secoli, in attesa di essere risvegliati da delle possibili prede che passano nei pressi.

### Zomara
Le Zomara sono forse il più innocuo tipo di Progenie dell'Ombra, ma nonostante questo, destano un forte senso di inquietudine a chi le vede; come molte altre, anche queste creature sono state create da Aginor. Le Zomara sono bellissimi giovani, di entrambi i sessi, tutti identici tra loro, dallo sguardo completamente vuoto, infatti sono privi d'anima e coscienza. Sono in pratica dei bellissimi automi viventi. Vengono utilizzati come ottimi servitori, hanno infatti il pregio di saper leggere le menti e di anticipare i desideri di chi devono servire, però anche il vantaggio di dimenticare, subito dopo un breve lasso di tempo, ciò a cui hanno assistito. Ishamael aveva trovato una Scatola della Stasi contenente decine di Zomara.

### Forgiatori
I Forgiatori sono degli esseri dalla forma vagamente umana, anche se più alti e robusti rispetto ad un umano comune, il loro incarnato è grigiastro e la loro pelle dura come pietra. Essi sono stati creati allo scopo di fabbricare le mortali lame dei Myrddraal, nella Valle di Thakan'dar. Essi non sono né dei veri fabbri, né veramente vivi. Trasportati lontano da Shayol Ghul essi semplicemente si trasformano in pietra e polvere e ciò implica che per esistere debbano riceve costantemente l'influsso del potere di Shai'than e da una distanza ravvicinata. Inoltre la loro "esistenza" finisce se capita che cadano nelle venefiche acque dei ruscelli di Thakan'dar, dove bagnano le loro stesse lame, acque delle quali basta anche una sola goccia per uccidere un uomo. Per acquisire i loro poteri malvagi, le lame dei Forgiatori vengono immerse anche nel sangue di poveri esseri umani, tenuti appositamente prigionieri presso le forge. I Forgiatori sembrano essere privi di qualsiasi intelletto e coscienza, mentre svolgono metodicamente il loro lavoro, ma Demandred afferma che se vengono attaccati possono diventare fieri combattenti.
Nel Libro XIV della saga, Aviendha con un gruppo di incanalatori e soldati, occupa la Valle di Thakan'dar per permettere al Drago di entrare nel Pozzo del Destino. Durante queste operazioni tutti i Forgiatori vengono rapidamente distrutti con Tessiture del Potere, mentre i loro prigionieri vengono portati in salvo.

## Reietti
I Reietti (che si definiscono tra di loro come i Prescelti) sono i campioni dell'Ombra, nemici del Drago Rinato, Rand al'Thor, e degli altri campioni della Luce. I tredici Reietti sono tutti incanalatori potentissimi dell'Unico Potere; nell'Epoca Leggendaria comandarono le forze dell'Ombra contro gli Aes Sedai, ma al termine della cosiddetta Guerra dell'Ombra restarono imprigionati a Shayol Gul assieme al loro padrone, il Tenebroso. Dopo circa tremila e quattrocento anni, a causa dell'indebolimento e rottura dei sigilli che imprigionano l'Ombra, i Reietti si sono risvegliati da un sonno più o meno inquieto e sono tornati a tormentare il mondo.
Circa venticinque persone nell'Epoca Leggendaria poterono fregiarsi del titolo di Prescelto, ma a causa dei continui intrighi ed assassinii perpetrati tra di loro o dei sospetti da parte del Tenebroso, solo tredici sono sopravvissuti, essi sono: Ishamael, Lanfear, Demandred, Graendal, Sammael, Semirhage, Rahvin, Moghedien, Aginor, Mesaana, Asmodean, Balthamel e Be'lal.
Dopo la loro morte nei primi libri della saga: Ishamael è stato reincarnato da Shai'tan in Moridin, Lanfear in Cyndane, Aginor in Osan'gar/Dashiva, Balthamel in Aran'gar/Halima: questi sono chiamati i Nuovi Reietti. Rahvin e Be'lal invece sono stati "cancellati dal disegno" con il Fuoco Malefico e quindi non è possibile per loro essere reincarnati; ad Asmodean invece non è stato concesso di reincarnarsi, a causa del suo aiuto involontario al Drago Rinato. Moghedien e Cyndane sono controllate da Trappole Mentali detenute da Moridin, che è stato nominato anche Nae'blis, il capo dei Reietti.
Alla fine del libro XIII erano rimasti apparentemente in vita solo sei Reietti: Moridin (che sta organizzando le forze dell'Ombra per la Battaglia Finale), Demandred (di cui si ignorano completamente i piani e la collocazione), Mesaana (la cui mente è però stata distrutta da Egwene) e forse Graendal (salvatasi da un attacco di Fuoco malefico, ma poi punita nell'epilogo per aver nel frattempo fatto morire Aran'gar), Cyndane e Moghedien (queste ultime due ancora legate a delle Trappole Mentali detenute da Moridin).
Nel prologo del Libro XIV si scopre che Graendal, dopo essere stata brutalmente uccisa, come ulteriore punizione è stata reincarnata in Hessalam, una nuova Reietta nel corpo di una donna dalle fattezze disgustose. Inoltre si viene a sapere che Shaitan ha deciso di innalzare Mazrim Taim al grado di Prescelto, con il nome di M'Hael. Si scopre anche Demandred ha nel frattempo conquistato il popolo degli Shara, portando così un grande esercito al servizio del Tenebroso per l'Ultima Battaglia.
Alla fine della battaglia finale gli unici Reietti rimasti in vita sono Graendal/Hessalam e Moghedien (unica a non essere mai morta e quindi reincarnata), la prima però è rimasta vittima della sua stessa Coercizione ed ora obbedisce ad Aviendha come un'adoratrice, la seconda è stata catturata dai Seanchan con un a'dam.